# ムシウタ
『ムシウタ』は、岩井恭平による日本のライトノベル。イラストはるろお。角川スニーカー文庫より2003年5月から2014年5月まで刊行された。2008年6月時点でシリーズ累計発行部数は100万部を記録している。
メディアミックスとして、2007年7月からWOWOWノンスクランブル帯にてアニメが放送された。短編シリーズ『ムシウタbug』がザ・スニーカーで連載されていた。また、月刊少年エースでコミカライズが連載され、完結している。

## あらすじ
希望や願望や欲望が飽和しやすく、時に彼らが生きる目的そのものともなる、さまざまな「夢」を抱いて生きる少年少女達がいた。その夢が自らの器から漏れ出すほど大きく、抑えきれなくなった時、どこからか現れて夢を食らい様々な物を奪っていく代わりに、望みもしない強大な力を与える昆虫に似た超常の存在を「虫」と呼んだ。
「虫」に寄生された者たちは「虫憑き」と呼ばれ、公には存在しないとされているにも拘らず、もはやその存在を知らない者はいない。目撃証言や虫憑きのものと思われる異常現象は年々増加し、噂の範疇から抜け出ていないにもかかわらず人々の間で差別と恐怖の対象になっていた。
主人公の薬屋大助は「かっこう」と呼ばれる虫憑きの一人だった。大助は虫憑きを発見・捕獲し、政府の公式見解同様に「存在しないもの」として処理する政府機関「特別環境保全事務局」、略称「特環」に所属する最強の虫憑きである。
取り付かれた虫を殺された者は欠落者となり、それは「死」を意味していた。しかし、それすらも大助の闘いへの障害にはならず、同じ虫憑き達を次々と倒し、欠落者の山を作り出した。大助は千莉との約束を果たすため、多くの虫憑きから恐れ・憎まれる存在となりながらも闘い続ける。

## 登場人物

### 特別環境保全事務局
政府が増え続ける虫憑きに対処すべく設立した秘密機関。“特環”と略称されている。虫憑きを秘密裏に捕獲・隔離し、また“虫”の存在、虫憑きによる事件を隠蔽して、政府の「“虫”は存在しない」という公式見解をその通りにしている。赤牧市を拠点とする中央本部の他、全国に多数の支部を置いて虫憑きの動向を監視している。また、様々な規律がある。
当初は自衛隊や警察と合同で、既存の兵器を使い虫憑きと戦っていたが、“虫”の能力は多岐に渡るためすぐに対応できなくなった。そこで、捕らえた虫憑きに訓練と教育を施して兵士として管理し、在野の虫憑きを捕獲させるという方法がとられた。結果として成功しているが、ほとんどの虫憑きがこの方法に反発している。

#### 東中央支部
薬屋 大助（くすりや だいすけ） / “かっこう”
声 - 浅沼晋太郎
本作の主人公。特別環境保全事務局（以下、特環）東中央支部に所属している監視班 火種一号指定の同化型虫憑き。憑いている“虫”は緑色のかっこう虫（作者の岩井恭平は、ほぼ自分の想像でできた虫と語っている）。“虫”を自身の肉体や銃に同化させて、身体能力や銃の威力を大幅に上げる。
数少ない同化型の虫憑きの一人であり、本編及び外伝で特環に確認されている4人の同化型虫憑きの中では、最も古い虫憑き。
黒い髪に黒い瞳を持つ（普段は髪は寝ているが、ゴーグルをつけていると、髪は立っている）。
彼が「薬屋大助」である時と“かっこう”である時とでは、口調や態度を使い分けているため、二人が同一人物であることを知る者は、かなり少ない（二人と面識がある詩歌ですら、二人が同一人物である事実を知らない）。
能力そのものは特殊能力などに乏しく単純だがその強さは圧倒的で、「最強にして最も冷酷な虫憑き」とされている。最も多くの虫憑きを欠落者にし、敵味方問わずあらゆる虫憑きから畏怖され憎悪されている存在。特環局員中でも最強であり、成虫化した際に止められる者がいない為、特環内でも危険視されている。また戦闘だけでなく情報収集や追跡等の能力も非常に優秀。ただし物理的な攻撃手段しかないため、特殊型の“虫”を完全に殺すことはできない。
4年前に初任務で“虫”に夢を食い尽くされようとしていた“ふゆほたる”と出会い、彼女の命を救うために欠落者にする。その際に「自らの夢を決して諦めない」と約束をしている。
その圧倒的な戦闘能力と、虫憑きには容赦のない非情な性格により、味方であるはずの特環局員からでさえ「悪魔」と呼ばれ、恐れられている。しかし虫憑きを殺したことは一度もなく、“ふゆほたる”との約束や“虫”のみを標的とする自分のスタンスをひたすらに守り、憎まれる「悪魔」として振舞っているが本来は他人を気にかける優しい少年。他者を足手まといと言って一人で戦うことも、死地では自分しか生き残れないと思っての他者を守ろうとする不器用な優しさゆえのものである。その優しさゆえに自ら憎まれ役を買って出ることも多く、そのせいで（本人の意図するところではあるが）さらに多くの誤解を招いている。
利菜の監視のために高校に潜入していたが、その時期が原作とアニメとでは違う。
利菜と「詩歌の居場所になってあげて」という約束をしており、離れ離れになっている詩歌とはクリスマスの再会を約束している。
戦歴は凄まじく、茶深曰く「虫憑きをめぐる戦いの、まさにド真ん中を突っ走ってきたよーなヤツ」。しかしあまりにも長く戦い続けてきたために限界が近く、成虫化の兆候が見えており、利菜との最後の戦い以降ではそれを抑えるために力を制限し、最早全力を出せるのは一度きりとなっている。“浸父”の本体との戦いで残っていた力をすべて使い果たし倒れた後、成虫化しかけるが“ふゆほたる”により欠落者にされる。この時の“かっこう”の成虫化はアニメ版の成虫化と酷似した容姿に羽の生えた物になっている。飛行能力を手に入れたかは不明。その後ガーデンに移送途中、茶深一派により奪取され、佐藤陽子と茶深の能力で刺激を与えられ、再びアリアヴァレイを宿した姉の鮎川千晴によって、夢を取り戻し再び虫憑きとして復活させられようとしている。
一号指定の虫憑き全員と何らかの因縁がある。
夢は「自分を必要としてくれる居場所を見つける」こと。
『このライトノベルがすごい！』男性キャラクター部門では2006年版・2007年版で共に10位、2008年版で6位をそれぞれ獲得している。
土師 圭吾（はじ けいご）
声 - 平川大輔
特環東中央支部長。虫憑きではないが策謀に長けており、中央本部も彼を警戒している。
“かっこう”に銃を教え、自身も高い射撃技術を持ち、虫憑き相手に互角以上の戦いをするなど戦闘能力も高い。“かっこう”と“レイディー・バード”の戦闘の際に瓦礫の下敷きになり、現在は昏睡状態に陥っている。
妹の千莉を溺愛しており、妹が虫憑きであるという事実を千莉本人に秘密にし、特環西南支部には黙認させていたほど。
普段は冷静で皮肉屋だが、心の中は熱いものを持っている。特に肉親を裏切ったり利用するようなことを決して許さない。未来ある子供たちの夢を食いつぶす虫を激しく憎んでおり、中央本部とは違って“始まりの三匹”を滅ぼそうとしている。その手段を選ばないやり方によって敵味方問わず殆どの虫憑きから“かっこう”と並んで嫌われているが、虫憑きを恐れていないため“かっこう”とは相棒と言える関係にある。
物語が始まる以前から“始まりの三匹”を滅ぼすために様々な策謀を巡らせていたようで、意識不明に陥った後も彼の張り巡らせた策略が、まるで未来を予知していたかのように“かっこう”を始め、虫憑きたちを助けることとなる。
なお、原作イラスト・漫画版ではメガネをかけていないが、作中描写・アニメ版ではメガネをかけている。
五郎丸 柊子（ごろうまる とうこ）
声 - 高木礼子
意識不明の土師に代わって特環東中央支部長代理を務める女性。土師曰く「今はまだ無能な人間」。自他共に認める無能な人間で最初は本部の言いなりになっていたが、次第にリーダーシップを掴んだ行動をしている。無能とは言うが、魅車の鎖の笑みの前でも自分を失うことのない数少ない人物で、ここぞという場面では一歩も引くことなく相対することができる。
愛車はビートル、ローンがまだ残っているらしい。身なりはスーツのボタンを掛け違えたり、髪に寝癖がついていたりなど、社会人としても女性として少々問題がある。
高校時代に土師に家庭教師をしてもらったことが縁で同じ大学へ進学し、特環に就職することになった。
土師 千莉（はじ せんり） / “火巫女（ひみこ）”
異種三号の特殊型虫憑き。憑いている“虫”は火蛾で陽炎を媒体とする。能力は索敵・戦闘など多岐に渡る。無意識に他人の夢を食べる特徴がある。
土師圭吾の妹であり、中学生に大助が鴇沢町に住んでいたころは同じ家に住んでいた。そのため大助を兄のように慕っている。 生来盲目で、緒里や有夏月、純といった友人によく助けられている。盲目であることと“虫”が自分の夢を食べないことが相まって当初は自分が虫憑きであることすら認識出来ていなかった。
“始まりの三匹”に通じる特異性によって監視対象になっていたが、虫憑きであることを自覚したことによって“虫”が他人の夢を食べるということはなくなる。能力の制御法を習うために師事した“あさぎ”には優秀な生徒であると言われ、訓練を受けた後は有夏月とともに東中央支部の主要戦力となる程の力を身につけるほどの素質の持ち主。温度を感知し、多少は周囲のことを把握できるようになった。
大切な友人である有夏月が大助に対して復讐心を燃やしていることに対して心を痛めている。
ちなみに、台詞はない上に数秒だけだったが、アニメ版にも登場している。
夢は大切な人たちに「自分は大丈夫だよ」と伝えること。
緒方 有夏月（おがた あかつき） / “エフェメラ” / “月姫（かぐや）”
火種二号の分離型虫憑き。憑いている“虫”は黄金色のヒメカゲロウの“陽炎（ひえん）”。腹部の空洞から熱球を発射する。また現在唯一亜成虫化することができる“虫”であり、亜成虫化後の能力は二本の尾で周囲のエネルギーをかき集め、純粋な熱へと変換しレーザーとして射出する。攻撃に特化した決戦型の能力で破壊力は高く、加えて長い有効射程と高い連射性によって広範囲への攻撃も可能である。また実態のない特殊型にダメージを与えることも可能なようで、更には特殊型の隔離空間を破壊することもできる。
緒里と共に千莉を守ることを誓っており、鴇沢町に来た大助とは当初、千莉を守る仲間として友人になった。
元はむしばねのサウスリーダーで、スパイとして特環西南西支部に所属していた。むしばねが土師圭吾の妹である千莉を襲撃しようとしたため、千莉を守る為にむしばねを裏切る。大助が利菜の仇として探し求めていた“かっこう”だと知り、千莉を守りつつ“かっこう”を殺して利菜の仇を討つために東中央支部に移った。
長い間、利菜を救えなかった自分への後悔から、利菜を殺した“かっこう”への憎しみに囚われ、過去に縛られて前に進めずにいたが、愛恋とともに魔王を追う中で利菜の死の真相を悟り、それを受け入れて過去へ決着をつけ未来に向かって逃げずに戦い抜く覚悟をする。その中で、“かっこう”が孤独な戦いを続けていたことを知り、“かっこう”に追いつくことを心に決める。
利菜の死を受け入れてからもしばらくは“かっこう”に対する態度は冷淡なままだったが、時を経て赤牧市での戦いの際には“かっこう”への憎悪はほとんど見られなくなっただけでなく、“かっこう”排除命令に躊躇さえ見せた。
夢は｢戦いをしたくない｣
大蔵 倭（おおくら やまと） / “兜（かぶと）”
声 - 浜田賢二
戦闘班に所属する火種五号の分離型虫憑き。憑いている“虫”は巨大なゴホンツノカブト。巨体を活かした攻撃や、角を射出したり空を飛んだりする。また、アニメでは超音波のような攻撃も使用していた。任務の成功率が高く、多くの戦いで生き残ってきた優秀な局員である。機転がきくというよりは質実剛健なタイプ。豊富な実戦経験から、いざというときに意外なところに気がつくことがある。“かっこう”への確執などはあまり見られず、普通に接している。暴走した“かっこう”を止めるために戦った。
本名は作中に登場しておらず雑誌の特集で明らかになった。
“あさぎ”の教え子であるような描写がされている。
“まいまい”
情報班に所属する特殊型虫憑き。憑いている“虫”はカタツムリ。
自分の“虫”を仕込んだ機器を操ることができ、“虫”自体のシステムも相まって寄生型のコンピュータとも言える能力を持つ。
かつての家庭環境が影響して、左目が見えず渦巻き模様の眼帯をしている。声を発することが出来ないが、“虫”の能力でデジタル化した音声を喉に巻いた特殊なチョーカーを通して発する。
“あさぎ”の教え子。
南金山叶音（なかやま かのん）
ウソつき。分離型虫憑きで、憑いている“虫”は真っ白な林檎の木。他人の“虫”を預かる代わりに、自身の一部を失う。
性別は男であるが外見は女の子そのもので、娘を欲しがっていた父親に女の子の服しか与えられなかったことも影響して女の子のような言動をしている。
ウソが下手であるが、それでもウソをつき、食べること以外は何も出来ないほど弱い。過去に「虫を消せる奇跡の力がある」とウソを付いてしまい、それを環が悪戯で触れまわったことがきっかけで、“カノン様”に“虫”を消してもらいたい者たちが集まる組織が形成され、特環やむしばねも巻き込む大きなウソとなっていく。人の名前を覚えるのが苦手の為、虫を消す順番の番号で皆を覚えていたが、集まった虫憑きたちの「夢」など、一人一人の特徴はしっかり覚えていた。
ウソがバレて組織も失った後に、欠落者となる寸前のニィを救うため、自身の身体の一部と引き換えに本当に他者の“虫”を消せる虫憑きとなる。“かっこう”に発見され、東中央支部に保護される。
その能力によって物語終盤、”始まりの三匹”を倒すうえで重要な役割を果たす。
夢は｢みんなの“虫”を消して、救ってあげたい｣。
喜多沢環（きたざわ たまき） / “ミミック”
ウソが上手で、ウソを本当にするとまで言われる虫憑きの少女。
カノンのウソをよりリアルにするため、“カノン様”を中心とする組織を作った。虫を消す代わりにその虫憑きを欠落者にしたり、特環・むしばね・ハルキヨを敵に回しながら、カノンのウソがばれないように尽力し、最後は自分を犠牲にしてカノンに虫憑きたちの夢を託そうとした。
憑いている“虫”は不明。他者のイメージの中にある人物に化ける能力を持つ。虫憑きの能力もコピーすることができ、集めたイメージによって強さが変わる。多くのイメージを取り込んでイメージを固めることでより本人に似せていくことができるため、イメージを得る相手が対象に近しい人間であればあるほど変身の精度は上がるが、対象本人からはイメージを吸収できない。あくまでイメージのコピーであるため、イメージを収集した相手が知らない対象の個性や能力があった場合はもちろん、対象本人すら知らない能力があった場合はそれを真似ることは出来ない。
ストックは3人までと言っているが、対象が虫憑きでない場合、あるいは能力を除いて姿だけを真似ることには制限がないようにも見える。また、自分の実力より高い能力を使うと著しく消耗するという弱点がある。
ハルキヨと戦い怪我を負ったところをむしばねに救われた。カノンと合流するためにむしばねを脱走し、特環東中央支部に向かう。
“C”殲滅作戦の決死隊に兜の姿で加わる。“C”の寝所に辿り着いたものの窮地に陥った隊を生還させるため、“寝台”からレイディー･バードの夢を転送し、レイディーの姿をとる。しかし、強い思いを受け入れたために環の自我が消失して元に戻れない可能性がある。
堀崎 梓（ほりざき あずさ） / “みんみん”
声 - 田村ゆかり
戦闘班に所属する火種五号の分離型虫憑き。憑いている“虫”はセミ。鳴き声による超音波攻撃と、力をためた上での体当たりで攻撃する。鳴き声の攻撃は特殊型などに有効。土師に恋愛感情をいだいていたが裏切られ、むしばねのスパイになり、その後土師に利用され二重スパイになる。“かっこう”に欠落者にされたかのように振る舞い特環に戻り“ふゆほたる”捕獲に参加するも“ふゆほたる”に返り討ちにあい欠落者となる。
その後の特環での研究の際に一時的に“浸父”の分身となり欠落者から復活するも再び欠落者に戻る。
夢は｢大きな目的を持っている人の手伝いがしたい｣
高鍬 みのり（たかくわ みのり） / “なみえ”
火種五号指定の分離型虫憑き。
詳細は高鍬 みのりを参照。
高鍬 雷（たかくわ あずま）
土師の前任者である特環東中央支部長。“ふゆほたる”事件の際、東中央支部を率いてクーデターを企てたが土師と“かっこう”によって阻まれ失脚した。
高鍬家は代々国の重鎮であり、“虫”によって国が疲弊することを嫌い、クーデターを起こすことで虫憑きを世に知らしめ、外威を受け入れ“虫”を殲滅しようとした。
目的のためには手段を選ばず非情に徹し、娘であるみのりも囮にする。「虫憑きであるだけで最後には必ず排除しなければならない存在」と言い放った。
“八角（ほずみ）”
異種六号の虫憑き。“ふゆほたる”事件の際のクーデターに参加した。憑いている“虫”は甲殻の甲羅と八本の足をもつ巨大な虫。地面に潜ることができる。“かっこう”により欠落者にされた。

#### 中央本部
魅車 八重子（みぐるま やえこ） / “ミッコ”
中央本部副本部長。見た目は穏やかで安心感さえ覚えさせる。しかし実際は何を考えているのか全くわからない不気味な女性。
ある事情により滅多に顔を出さない本部長に代わって実質的に指揮を執っている。また、ハルキヨとも協力関係のような状態にある。裏では直属部隊・殲滅班を使って暗躍したり、“浸父”の欠片を使った実験を行っており、その目的は不明。
虫憑きたちに「愛している」と微笑みかけるが、その笑みは心を縛り付けるため“鎖の笑み”と呼ばれている。また虫憑きを人間としてではなく完全に化け物として見ていて、その事に疑問を持ってすらいない。
妻を亡くした悲しみから“不死”の研究を行っていた彼女の父に「“不死”という夢を見させ続けてあげる」ために、実験体の世話係でありながら実質的に父親の研究を自分のものにしていた。結果的に“始まりの三匹”の原型となる存在の誕生を引き起こしたともいえる人物。研究の結果生まれた「“虫”の原型」とでも呼ぶべきものを、当初“不死”とは何の関係もないものであるとしていたが、“虫憑き”の力を見て考えを改め、“虫憑き”を「真の“不死”に至る過程」とし、“虫憑き”の存在を続けていくことで“不死”に至ろうとしている
過去に父親によってカウンセリングを受けさせられており、担当であった佐藤陽子の父親に対しカウセリングの場で“虫”の存在を予期するような発言をしていた。
虫憑きの誕生の頃から暗躍を続けており、“流星群の夜”においても暗躍していたことが明らかとなる。
表向きですら“虫憑き”への非情な扱いが目立ち、また裏ではより非道な行為に手を染めているため、ほぼ全ての“虫憑き”から憎まれ、“虫憑き”関係者の一般人からも憎まれ、政府関係者からも数々の独断専行から危険視されているが、にもかかわらず混乱した状況の中で“虫憑き”を統率し支配することの出来る才覚を持つ唯一の人物であるため、危険な人物でありながら誰も彼女に手出しが出来ない状況が出来上がっている。
一玖 皇高 （いちく きみたか） / “不死”の虫憑き / “きーくん”
中央本部本部長。虫憑きでありながら特環で最も権力がある地位にいる。左右色違いのサングラスに奇妙な髪形をした少年の風貌をした20代の青年。
若い風貌は能力により“虫憑き”となった高校生の時のまま止まっていると考えられる。憑いている“虫”は無限に生まれるクマムシの大群。
“虫”の能力はどんな負傷からもほぼ一瞬で復活する自己修復能力であり、完全に消滅させられても死なないため“不死”である。
10年ほど前までは普通の男子高校生だったが、ある事件をきっかけに“虫憑き”の生誕に関わってしまい、“死”を身近に感じたことから「死にたくない」と願い、大食いにより“虫憑き”にされる。
図らずも化け物のような存在になったことを悔やみ、ミッコ（魅車八重子）から与えられた「私を守らなければ貴方の様な存在は独りになってしまう」という言葉を頼りに、“不死”に至ろうとしているミッコとともに“虫憑き”が生まれ続ける現状を守り、“不死”を生む過程を続けることを選ぶ。
夢は｢死にたくない｣。
堀内 愛理衣（ほりうち えりい） / “C（シー）”
声 - 野中藍
情報・特殊・実験班に所属する秘種二号の特殊型虫憑き。憑いている“虫”は薄青色のシーアゲハで電気を媒体とする。情報処理の能力に長けている。強力な力を持っている虫憑きであるが、実は小学生の小さな少女で、ハートマークが好きなのか、髪飾り等様々なハートのアクセサリーをつけている。“霞王”、“ねね”とともに元東中央支部局員。
“ディオレストイの欠片”に関する実験に関わっており、その際に異種から秘種となった。この実験に加担させられていることに嫌悪を感じながら“かっこう”の存在を支え耐え、いつか“かっこう”が虫憑きを救ってくれると信じており、それ故“かっこう”に中央本部の情報を流したり、彼に対する依存から過激な行動に出たこともあるが、一人でも生きていけるよう願った本人に拒絶された。その後、突如として中央本部に反旗を翻し“浸父”の本体を解放。赤牧市を謎の霧で覆い、突入した“かっこう”に“始まりの三匹”誕生の瞬間を見せ、特環と“むしばね”と鯱人が総力をあげて撃退した“浸父”を吸収し、超種一号として殲滅対象となる。
超種となったのは、欠片の実験の過程で予想を越えて“C”の能力が強すぎたために欠片を通して“浸父”の本体を吸収するに至ったため。超種となってからは、吸収した“浸父”の膨大な力を統合するために自ら人格を消滅させた。現在は電気を操る能力が増大しているため、赤牧市を中心に徐々にネットワークや電気系統における自らの勢力範囲を拡大、日本全体を勢力下に置きつつある。人格が消滅しているため、ただただ“始まりの三匹”の統合を目指し、邪魔をする者を排除するという行為を行うだけの存在と化している。
なお、“かっこう”の目的（“始まりの三匹”を倒そうとしていること）を知っている。
外伝ムシウタbugの主要キャラクターの一人でもある。
“あさぎ”の教え子の一人。
夢は｢世界の色々な事を覗いてみたい｣
御嶽 アンネリーゼ（みたけ アンネリーゼ） / “霞王（かすおう）”
声 - 井上麻里奈
戦闘班に所属する異種三号 の特殊型虫憑き。憑いている“虫”は死番虫（デス・ウォッチ）で黒い霞を媒体とする。“C”、“ねね”とともに元東中央支部局員。
高い攻撃力と防御力を併せ持ち、霞の固まった巨大な爪で敵を攻撃する。その戦闘力は中央本部でも五本の指に入る。
外見は金髪の美少女だが、その外見とは裏腹に、荒い言葉遣いで男のようなしゃべり方をする。非常に好戦的な性格をしており、戦闘狂で有名。直情的なため、戦闘を優先するあまり周りが見えなくなることも多い。
“からす”によると、普段はお嬢様学校であるホルス聖城学園に通っているらしい。
本当ならとっくに二号指定されていてもおかしくない実力者であるが、とある任務の失敗により昇進が見送られてしまっていた。
外伝であるムシウタbugの主要キャラクターの一人でもあり、bugでは彼女の過去が語られている。
夢は｢大切だった物を取り戻すこと｣。
夜森 寧子（よもり ねいこ） / “ねね”
声 - 藤田咲
異種三号の特殊型虫憑き。憑いている“虫”はキリギリス。特環の中でも稀な復元能力を持つ。見た目は普通なのだが、性格はかなりのマイペース。“霞王”、“C”と同じく、元東中央支部局員。
「クロール・ライヴ」というバンドのボーカル。ゲリラライヴを行って警察に捕まったこともある。メンバーは全員虫憑き。
彼女もまた“あさぎ”の教え子。
外伝であるムシウタbugでは準レギュラー的存在である。
夢は｢好きな歌を歌い続けること｣。
“トラマル”
戦闘班に所属する虫憑き。憑いている“虫”はトラマルハナバチ。
号指定は不明だが3巻で“コノハ”とタッグを組み登場。矢を射出して標的を攻撃した。
ムシウタbugにて特環に所属する前の同一人物と思わしき人物が登場する。
“あしたか”
分離型虫憑き。憑いている“虫”はアメンボ。
号指定は不明だが“からす”によると火種で高い号指定を受けている様子。
“よつめ”
分離型虫憑き。憑いている“虫”は四つ目のトビケラ。
号指定は不明だが火種で高い号指定を受けている様子。
“疫神”
特殊型虫憑き。錆びたゴーグルをつけている。
灰色の影のようなもので作った鎖や鎌で攻撃し触れた物を錆びつかせる能力を持ち、実体のない特殊型の能力発動体を“障る”ことで錆びつかせ、物理的攻撃が有効な状態にすることもできる。能力の対象は実態に留まらないだけでなく、彼の“障った”物は特殊型の能力の媒体としても使用できなくなるなど、存在として劣化する。
暴走した“かっこう”を止めるために戦った。
“あさぎ”の教え子の一人。
“四ツ葉”
暴走した“かっこう”を止めるために戦った特殊型虫憑き。憑いている“虫”はヨツバノコギリクワガタ。背中に病院のシンボルと思われる赤い十字架のマークを背負っている。拳法の使い手で能力なしでもそれなりの身体能力を持ち、語尾に「〜パンチ」や「〜キック」と付けた体術に回復や毒の効果を付随させる能力を持つ。
“あさぎ”の教え子。
伊砂 姫子（いさ ひめこ） / “玉藻（たまも）”
高位の特殊型虫憑き。憑いている“虫”はヤスデで緑色の濃霧を媒体としている。精神汚染系の能力を持ち、恐怖感を操ることが出来る。
2年前の「“流星群の夜”の戦い」で重傷を負って以来、激しい動きは出来なくなったが、“虫”の制御技術には磨きがかかり、高い領域支配能力を持つに到った。
人物に関する詳細は伊砂 姫子を参照。
“りんりん”
情報班所属。憑いている“虫”の詳細は不明だが、能力使用時には両腕を謎の機械が覆い、グローブのようになる。
小柄で天然パーマの少年であり、情報班ということで体力には自信がない模様。“あさぎ”の教え子であり、“C”の後窯として“あさぎ”に鍛えられたため、情報班では次期班長候補とされる。
“コノハ”
戦闘班に所属する火種四号の分離型虫憑き。
詳細は“コノハ”を参照。
白樫 初季（しらかし うぶき） / “からす”
無指定の同化型虫憑き。
詳細は白樫 初季を参照。
獅子堂 戌子（ししどう いぬこ） / “あさぎ”
特殊班に所属する異種三号の特殊型虫憑き。憑いている“虫”は紫電のアサギマダラで磁力を媒体とする。虫憑きを探知する能力を持ち、スティール製のホッケースティックを武器として使う。普段はのんびりとした振る舞いだが、その本質は常に戦いを求める冷徹な狂戦士であり、彼女を知る特環局員のほぼ全員から恐れられている。全盛期は戦い始めると止まらない性格であり、我を忘れて捕獲対象を殺しかけることもあった。
中央本部のエース。かつては二号指定で、“かっこう”の背中を守った程の「戦士」だったが、現在は前線から離れ才能ある虫憑きを育てるコーチや、スカウトマンをしながら全国を回っている。愛車はベスパ。格闘訓練では“かっこう”に一度も負けたことがない実力の持ち主。
教官としての実力は折り紙つき。そのため特環内には数多く彼女の「生徒」がおり、彼らからは厳しさゆえに恐れられながらも慕われている。教え子は高位の号指定の虫憑きに育ったものも多く、特環内で強い影響力を持つ。
自らが磁力の塊となること、また磁性体の磁力を操作することで、己と金属を強力に引き合わせる。その結果、残像が残るほどの速度による、「瞬間移動」ができる。また反発させることも可能。自然界の法則で、異常な磁場の中を移動する際に放電現象が生じてしまうが、そこは絶縁性の雨ガッパを着ることによって感電することを防いでいる。領域支配能力は最高クラス。自身の能力のせいで体内の鉄分が足りなくなるため、いつも特環西中央支部・開発班特製のキャンディーをなめており、持久力に難はあるが短時間であれば一号指定にも匹敵する力を発揮できる。しかし、持久力の点か、それ以外の特別な理由からか、一度として一号指定にはなることはできなかった。
唯一、自分よりも紛れもなく強い“かっこう”を「最強の戦士」として強く尊敬し、信頼しており、その強さに憧れてもいた。
上述のように強力な戦闘能力を持つが、虫憑きの戦いの中で決戦というべき大きな戦いには悉く参加できずにいた。また自らの夢が絶望的なもので拠り所にすら出来ないことから、自らを「戦うことでしか赦されないにもかかわらず戦いに嫌われた惨めな敗北者」であると感じ、最強の戦士を育てることで、それを最高傑作として自らが赦された証にしようとしていたが、戦い続けながらも彼女を待っていてくれた“かっこう”の言葉によって、自分が育てたのは生徒たちの可能性であることに気付き、自ら育てた新世代の力に希望を託して浸父との決戦に挑み、その果てに重傷を負わされ、死亡する。
なお、愛用していたホッケースティックは最後の生徒である鯱人が現在所有している。
強盗に家族を殺されたときに、｢こんな酷いことをする人間は一人残らず消えてしまえ｣、と願ったため“浸父”に虫憑きにされた。
“かっこう”に「ボクが育てた者たちが、いずれ君とともに戦う。」という言葉を遺す。

#### 殲滅班
耶麻本 ラウ（やまもと ラウ） / “しぇら”
殲滅班班長。特殊型虫憑き。憑いている“虫”はラックカイガラムシでプラスチックやビニルなどの樹脂を媒体とする。樹脂で作ったスーツを外骨格として操り、同化型の虫憑きとも互角以上に渡り合う身体能力を発揮することができる。さらに小型の信管と爆薬を能力と組み合わせ擬似プラスチック爆弾を作り出したりするなど、多彩な攻撃方法をとる。長く厳しい訓練によって鍛えたその戦闘能力は非常に高く、“ディオレストイの欠片”の影響により不安定な状態にある殲滅班を束ねるに相応しい実力の持ち主。
外見的には、東南アジア系の顔立ち、メッシュを入れた髪、ビニルで出来たスーツという奇抜な格好をし、足を引きずるような歩き方をするという特徴的な人物。
“変電所跡の虫憑き”捜索任務のため、その変電所の近辺の学校に美術教師として潜伏したが、個性豊かで奇抜な行動を繰り返す生徒たちに手を焼かされており、一刻も早く任務を終えて教師を辞めたいと思っている。しかし本人の内心とは裏腹に、生徒たちからの人気は高い。
とある小国の皇女だったが、留学先である日本と隣国の強大な力によって富を搾取され疲弊した自国との差を目の当たりにし虫憑きとなる。また、“虫”の秘密を探り、その力を手に入れようと特環に潜り込む。夢は｢奪われた自国の富を奪い返す｣事。
“墓守”
分離型虫憑き。憑いている“虫”は白色のスカラベ。“虫”の体は空洞で、破壊されても再生するという特性を持っている。“ディオレストイの欠片”を取り込んだため“教会”に酷似した“墓地”という領域を操ることもできた。
“ディオレストイの欠片”を用いた実験で唯一生き残ったものの正常な思考能力を失ってしまい、失敗作とされていた。実験結果としての戦闘力をテストするためにいずれかの“王”候補が単独で動いた所を狙うように命令されており、東中央支部を離れた“かっこう”に化け物じみた様相で襲いかかる。その際の戦いで敗走した薬屋大助は「便利屋きらり☆」に保護され数奇な運命を辿ることとなる。
“虫”を探るために送られたとある国のスパイで、特環にわざと捕まった。
夢は｢死に場所が欲しい｣。
“びりびり”
特殊型虫憑き。憑いている“虫”はカミナリハムシで電気と磁力を媒体とする。雷を模した髪飾りと毛先がギザギザに折れ曲がった長い髪をした少女。“ディオレストイの欠片”の影響を受けた虫憑きの一人で「びりびり」としか喋らない。茶深の能力を受け暴走し“しぇら”に攻撃を仕掛けたが、返り討ちにされた。
“あしまき”
分離型虫憑き。憑いている“虫”は赤と青に点滅するボール状の体と無数の触手を持つ異形の生物。長身で鋭い目つきをした少年。“虫”を口の中に貼り付けて、触手を使って敵を攻撃する。感知能力も持っている。数人の殲滅班と共に“マーカー使い”と戦い欠落者にされた。
“かなた”
火種三号の分離型虫憑き。憑いている“虫”は赤と青の体色をした双頭のゲジ。元々は“浸父の欠片”となった堀崎 梓の捕獲任務に就いていたがチームが全滅し敗北、その後“ふゆほたる”を餌に再戦を望むも詩歌を助けに来たむしばねの“アイジスパ”と戦闘になる。茶深の能力を受けたことにより、凄まじい戦闘力を発揮するも精神がひどく不安定となっていた。増幅された感情は“恐怖”。茶深との連戦後ビルの爆発に巻き込まれ、欠落者となる。
幼いころから喧嘩にあけくれ地元のギャングの用心棒にまでなったが、組織の壊滅によって戦いの場をなくし「戦う場所が欲しい」という夢を抱いた。
何処か自身の夢に疑問を抱いていた節があり、詩歌との会話により詩歌のことを「力がありながら何もせずにただ戦いを広げる存在」「自分のような存在を生む存在」として殺そうとした。結果的にこれは詩歌に新たな決意をさせるきっかけとなる。
“鱗（りん）”
特殊型虫憑き。憑いている“虫”はワラジムシ。“むしばね”に潜伏していた。
茶深の能力により精神不安定状態に陥り副本部長を襲おうとした所、ハルキヨにより欠落者にされた。「鱗は〜した」などの独特なしゃべり方をする。

#### 北中央支部
“おりおん”
監視班に所属する火種六号の分離型虫憑き。憑いている“虫”は不気味な穴があいている細長い剣のような装備タイプで、吸収した液体を衝撃波として放つことができる。
語尾に「にゃー」や「にょろん」を付ける癖がある。習慣を利用され、寝ている所を佐藤陽子の操るゲニウスにより欠落者にされる。
北中央支部に来てからは怠けており全力で仕事をすることもなく勘も鈍っていたが、本来はかなりの実力者で、装備型の“虫”を使って戦う身体能力を持ち、正面からの攻撃は全て見切ると言われたほど。
中央本部時代は“C”を可愛がっていたようだ。
“あさぎ”の教え子。
門閒 真琴（もんま まこと） / “照（テラス）”
北中央支部の主力の一人で分離型虫憑き。憑いている虫はジョロウグモ。
精神干渉系の能力の持ち主で、自らの喉に巻きつかせた装備型の虫を介して自らの声を変換し、「感覚遮断」や「意識遮断」と言った精神干渉能力を行使することが出来る。ある程度なら虫を実体化させなくとも能力行使は可能。分離型であるが特殊型のような能力の使い方ができ、通信機器越しの行使や高い領域支配能力を持つため、敵の精神干渉攻撃や領域支配に対する防御役として活躍する。ゲニウスとの戦いや、“浸父”との決戦では領域の中での領域確保を担当した。
7巻で登場した北中央支部の主力虫憑きの中で唯一コードネームが判明している。“おりおん”とは仲が良かったようだ。
生き残った者が勝ちという信条を持っており、任務成功率を優先してリスクを取らない戦い方をとる。北中央ではその方針で長く作戦のリーダーを努めて着実に、かつ、チームから脱落者を出さずに任務を達成してきた。それにより任務成功率は94%で、“かっこう”とほぼ同率のトップクラスを誇る。
特環に入った経緯は、11歳のとき“かっこう”と“あさぎ”と戦って敗れたため。その2人、特に“かっこう”に対しては、会うたびに精神的に痛めつけられてきたことなどから、強い感情を抱いている。
岳美 武政（たけみ たけまさ）
北中央支部局長。鼻の下と顎に髭を生やした40代の男。
部下からは「八方美人で腹黒く、身の丈に合わない野心家で、卑怯で、調子がよく、嫉妬深くて、他人のことなど気にも留めない嫌な上司」と評されるが、自分の満足する結果を出しさえすれば素直に褒める人物ではある。
自分の支部の影響力を増し、自分の権力を強化することばかり考えており、魅車にも忠実である。

#### 西中央支部
吉原 宗近（よしはら むねちか） / “さくら”
開発班所属の分離型虫憑き。憑いている“虫”はサクラコガネ。“虫”の能力で物質の結合力を自在に操ることができ、その気になれば壊せないものはない。東中央に派遣され暴走した“かっこう”を止めるために戦った。
“あさぎ”の教え子。
因みに“かっこう”の銃は彼女の特注品である。
夢は｢決して壊れないものを作る｣こと。
“帽子屋”
ムシウタ00.で登場。火種六号の分離型虫憑き。憑いている“虫”はシーエレガンス。物質を軟化させることが出来る能力を使い多彩な攻撃、防御を可能とし、擬態能力や“虫”の存在を感知する能力もある。本来の号指定よりもはるかに強いが、“自由”を欲するため特環に目を付けられぬように能力を特環に隠している。
完全なる“自由”を手に入れようとして協力した利菜すら殺そうとしたが、虫憑きになったばかりの利菜に欠落者にされた。

#### 南中央支部
ニィ / “あかおに”
元南中央支部三号指定局員、南中央支部の最強であった四人の虫憑きチームのリーダー。分離型虫憑き。このチームは獅子堂戌子の指導を受けた生徒でもある。
憑いている“虫”はアカオニミツギリゾウムシで、斧の形に変形する装備タイプの“虫”。
個人・チーム共に高い実力を誇り、その名は他の支部にも轟いていたほどだが、管轄外の出来事には関わろうとしなかった。しかし、近く虫憑き全体に関わる大きな戦いが始まることを予感し、自分達も戦いに関わるべく外へ出ることを決意した矢先に彼らを力不足と見なしたハルキヨに支部諸共襲撃を受け、仲間の「金髪の少年」と「メガネの少女」が欠落者に、月桂冠の“虫”の少女が意識不明の重体となり、見せしめのために一人生かされた。それ以降、仲間や支部を失ったショックと桁外れな力を持つ一号指定への極度の恐怖から廃人同然となり、月桂冠の少女の残した“虫”を持ちながら放浪していた。
カノンのウソ（虫を消せる奇跡の力）を信じ、2番目に虫を消すと約束されていたのでニィ（2番）と呼ばれている。
チームの報復の為にハルキヨと再戦を臨みその恐怖に再度心を折られるも、新たな友達のカノンを守るため奮起してハルキヨに立ち向かい、“虫”を焼かれながらも一矢報いた。命は見逃されたが欠落者になる直前、現れたカノンの“虫”の力により“虫”を預かられ、欠落者になることなく“虫”から開放された。

### ハルキヨ一味
特環、むしばねに次ぐ第三勢力と言える存在。正確には共通の目的を持つ者同士が情報を共有しあっているだけのハルキヨを中心としたネットワーク。変人奇人が多い上、全員が特環から逃げたりする必要がないくらい強い。強力な虫憑きによる少数精鋭のグループらしいが、メンバー構成など詳細は不明。突然現れては場を掻き乱して去っていくという謎の行動が目立つ。主要メンバーが特環の殲滅班に加わっている。
世果埜 春祈代（せはての はるきよ） / “ハルキヨ”/ 大閻魔（おおえんま）
異種一号の特殊型虫憑き。“かっこう”とは過去に何度か接触があるらしいが、特環のデータベースには彼に関する情報が少なく、謎に包まれている。
憑いている“虫”はオオエンマハンミョウで媒体は炎。炎は“虫”の一部であるためハルキヨの意思一つで操ることができ、彼の意思次第では燃え移らず消える事もなく、敵味方問わず焼き尽くす程の強力な攻撃力をも有する。同化型の虫憑きと渡り合えるほどの身体能力を持つ。
殲滅班に参加しており、魅車とは協力関係のような状態にある。一方で一号指定が関係する件以外には消極的であったり、中央本部にある“アレ”と呼ばれる物を狙うなど、独自の考えに基づいて行動をとっており、真意は不明。いずれ訪れる次なる大きな戦いに参加できる者を選定しているらしく、その資格なく戦いに関わろうとする者への見せしめとして南中央支部を壊滅させた。
彼の行動はほぼ全てが“眠り姫”こと一之黒亜梨子を見つけるためであった。虫憑きたちの戦いをどこか傍観するように振る舞っていたのは、“眠り姫”をハルキヨたちから隠し通すほどの力のある虫憑きを監視するためであり、魅車の下で殲滅班に所属したのも、内部から特環を調べ、“眠り姫”の隠し場所を探すため。
夢は罰を受ける。
久瀬崎 梅（くせざき うめ） / “ウメ”
ハルキヨ一味の分離型虫憑き。憑いている“虫”はカガミムシ。相手の攻撃を反射させることが出来る。かっこうの弾丸でさえも反射することが可能だが、なんらかの原因で鏡面が曇っていると反射が出来ないという弱点を持つ。
実は複数の“虫”を操るタイプで、反射した相手の攻撃を、カガミムシ同士で再度反射して連続攻撃をすることもでき、鏡に人を映し出すことによって瞬間移動することも可能。また、本体であるウメが攻撃された時に虫を身代わりにすることで緊急回避を行う技も持っている。
ハルキヨと行動しているが、部下というわけではなく、忠実に従っているわけではない。それでもハルキヨに惹かれてついていっているため、基本的にはハルキヨに従う。男か女かよくわからない容姿をしている。
榊 遥香（さかき はるか）
ハルキヨ一味の虫憑き。憑いている“虫”はシャクガ。型は不明。
詳細は不明だが、他人の腕を舐める、頬ずりする等の手段により他人から能力の一部をはぎ取って“充電”することで他人に化けることが出来、虫憑きに化ける場合は虫憑きとしての能力までコピーすることも可能。変身能力による変身は完璧で外見から見破ることはほぼ不可能だが、言動などから看破されることはある。また能力をコピーした場合、オリジナルよりも能力は劣る。コピーした能力を使い過ぎると“充電”が切れて変身が切れてしまう。基本的にはハルキヨに化ける用途で能力が使われている。
外見は目の周りを黒く染め、全身黒一色のゴスロリ少女。ウメの次にハルキヨと付き合いが長く、基本的にはハルキヨに従っている。
魔女
ハルキヨの一味の一員。憑いている虫や能力の詳細は不明だが、防御能力から回復能力に至るまで多岐に渡っており、仲間からも万能と呼ばれる。
外見は三角帽子をかぶった少女。ハルキヨを異性として意識しているような発言が見られる。ちなみに学校ではいじめられているらしい。
マリア
ハルキヨの一味の一員。憑いている虫や能力の詳細は不明だが、感知能力を持つ。
外見は長身で金髪の白人。基本的に英単語で喋るが、英語は下手で実はバリバリの日本人。
サンタクロース
ハルキヨの一味の一員。憑いている虫や能力の詳細は不明だが、指定座標の光景を見たり、その座標に対して何らかの攻撃を行うことが出来る模様。
外見は顎ヒゲを生やした青年。ハルキヨと同い年だが、ヒゲのせいで「おっさん」や「サンタのおっさん」と呼ばれている。
金成 洋一（かなり よういち）
ハルキヨの仲間の分離型虫憑き。憑いている“虫”は蜘蛛。小さい蜘蛛で他人の“虫”を操ることもできる。虫を操られている虫憑きはその間、欠落者のような状態となる。千莉、緒里、純のクラスメート。穏和な性格を装っていたが、純、緒里を容赦なく殺す等、本性はかなり冷徹。“かっこう”の逆鱗に触れ無惨に虫を殺されて欠落者となる。

### むしばね
特環に反発している虫憑きや、その考え方に賛同する一般人らによって作られたレジスタンス。特環を倒し、虫憑きが自由に生きられる居場所を作るという目的の下、リーダーの“レイディー・バード”を中心に特環との戦闘、在野の虫憑きの保護などの活動を行っていた。しかしレイディーの圧倒的なカリスマに魅せられた者たちが集まっただけの集団で実質的にレイディーのワンマンチームであったため、利菜が命を落としてからは分裂状態となり弱体化の一途を辿っていた。しかしその後、詩歌が“スノウ・フライ”として新リーダーとなり、強力な虫憑きがサブリーダーとなったことで、「虫憑きの仲間を増やし、全ての元凶である“始まりの三匹”を倒す」という新たな目的を持ったため、かつての勢いを取り戻しつつある。

#### 旧むしばね
立花 利菜（たちばな りな） / “レイディー・バード”
声 - 生天目仁美
旧むしばねのリーダーで、“かっこう”と何度も争った火種一号の分離型虫憑き。憑いている“虫”はナナホシテントウの“七星（ななほし）”。羽から衝撃波を放つことができる。カリスマ的リーダーで、むしばねの仲間たち以外に、敵である特環の局員の中にも利菜の考えに賛同しているものがいる。
人が困っているかどうかを直感で感じ取ることができ、幼い頃からカリスマ性を発揮していた。困っている人たちを助ける度に父親に縛られている自分を重ね、ある夢を願ったために“大喰い”によって虫憑きにされた。父はとても乱暴で、毎日理由も無く母に暴力を振るっていた。そのため物心のついたときから父親を殺すことばかり考えていたらしい。虫憑きになりたての暴走状態のときに父親を意識不明の重傷にしている。
絵を描くことが趣味で、利菜が住んでいるマンションには多くの絵が置いてあり床には使いかけの絵具や筆が散乱している。また、大助に恋心をもつようになったのも自分が幼い頃の記憶を思い出して描いた絵を見て彼が羨ましそうに笑んだのを見たからである。
特環から助けてくれた詩歌と初めての親友となり、彼女に今まで誰にも話したことのない自分の過去を語ったが、当初は詩歌が自分たちが探していた特環への切り札である秘種一号の虫憑き“ふゆほたる”だとは気付いていなかった。詩歌が“ふゆほたる”だったと知った後も彼女のことをとても気にかけていたが、詩歌が止めるのも聞かずに最後の戦いへと向かう。“かっこう”との死闘の中で彼の正体を知った事で絶望し、殺そうとするも、限界が来てしまい“虫”が成虫化してしまう。
自分の夢は「虫憑きたちの居場所を創ること」だと信じていたが、本当の夢が、「自分がシアワセになれる居場所がほしかった」ということを思い出し大助の腕の中で死亡する。
生前は、圧倒的なカリスマを持ち、誰にでも手を差し伸べて守る力を持っていた天性のリーダーであるが故に多くの人間を惹き付けたが、一方で周囲の人間が何もする必要がないほど強く在ったために、意図せず仲間の安心感と無力感をかきたて、過度の甘えと依存を招いてしまっていた。そのことは、彼女の生前や死後のむしばねの在り方に大きく影響を与える。
様々な作中で最も影響力を持つ人物の一人で、“むしばね”メンバーを中心に多くの人物が彼女の存在に影響を受けており、その死後も物語に大きな影響を与え続ける。
日々野 一房（ひびの かずふさ） / “センティピード”
声 - 羽多野渉
親衛隊長で火種九号の分離型虫憑き。憑いている“虫”は巨大ムカデ。利菜を崇拝しており、利菜のためなら死ねるといった気概の持ち主。戦いの中“虫”が成虫化しかけたが命を助けるために利菜によって欠落者にされた。特環に収容されていたが“ディオレストイ”の欠片の実験で一時的に欠落者から蘇生。実験が記録されたディスクを持ち脱走したが、再び欠落者になってしまった。
夢は「外国に行き人々を助けること」。
利菜が虫憑きになった間接的な原因ともなった少年。特環から逃げていた際に一般人の利菜に助けられたことで、同じように特環に追われる虫憑きを助けようと決意した。利菜が虫憑きとなってからはずっと付き従っている。
梶取 洋壱（かんどり よういち） / “シニカ”
イースト・リーダーで分離型虫憑き。憑いている“虫”は褐色の細長い体躯のカミキリムシ。利菜が幹部だったころからの古株メンバーの中では比較的高い戦闘能力をもっていたが、他のむしばねのメンバーと同じく利菜に依存していた。
“かっこう”との戦闘中に利菜に自分たちの夢を押し付けていたことに気づき、自分の夢を守るために戦おうとするが“鱗”によって欠落者にされた。
“ビィ・ホークモス”
ウエスト・リーダーで分離型虫憑き。憑いている“虫”は三角形の触角を持った巨大なホウジャク。
利菜の死後、独断でサウスとウエストのメンバーを率いて、土師千莉を誘拐しようとしたが、千莉を守ることを決意した有夏月によってメンバーもろとも欠落者にされた。
緒方 有夏月（おがたあかつき） / “エフェメラ”
サウス・リーダーだったが、むしばねを裏切り特環に寝返る。
詳細は緒方 有夏月を参照。
杉都 綾（すぎつ あや） / “ジェンシス”
杉都 纏の妹。
詳細は杉都 綾を参照。
“鱗（りん）”
特環中央本部局員、殲滅班に所属している特殊型虫憑き。むしばねに潜伏していた。
詳細は鱗（りん）を参照。

#### 新むしばね
杏本 詩歌（あんもと しいか） / “ふゆほたる” / “スノウ・フライ”
声 - 花澤香菜
本作のヒロイン。色素の薄い色をしたショートヘアに赤紫の瞳を持ち、髪の左側に赤いリボンをつけている。
初登場時は、どこかの学校の制服らしきものの上にコートを着ていたが、彼女自身は学校には通っていない。
虫憑きになった頃は異種一号だったが、後に欠落者から復活した唯一の虫憑きとして秘種一号に認定された分離型虫憑き。憑いている“虫”は純白の蛍。触れたもの全てを崩壊させる雪を降らせ、能力が及ぶ範囲内ならばほぼ無敵の強さを持つことから、その力は“かっこう”をも凌ぐと言われる。しかし自分の“虫”を完全にコントロールできておらず、“虫”は宿主に危険が迫ると詩歌の制止も聞かずに破壊の雪を降らせ続ける。
4年前に特環に発見された時、捕獲しようとした当時の特環上級局員を一人で数百人も欠落者にし、特環を壊滅状態にまで追いやった。その際に“かっこう”と出会い、自分の“虫”を殺され欠落者となり捕獲された。欠落者から復活した後、収容所を脱走し桜架市を訪れ、その際に大助と出会い、強く惹かれあう。
復活後、“かっこう”により再び特環に連れ戻されたが“からす”の手助けによって特環から脱走し、“レイディー・バード”亡き後の“むしばね”のリーダー“スノウ・フライ”となる。当初は他人を導くような目的もなかったが、“始まりの三匹”を倒し“虫”とは何かを解き明かして戦いを終わらせるために戦い抜くことを決意。特環と戦う集団となっていた“むしばね”を生まれ変わらせ、戦闘を避けて在野の虫憑きの保護をする「戦わない戦い」を展開して力を蓄えている。
優しく大人しい性格で、他人に対して奥手になってしまうところがあるが、驚くような意志の強さをのぞかせることもある。大助とも“かっこう”とも面識があるが、同一人物だとは気づいていない。
夢は「自分がいることを許してくれる居場所を見つける」こと。
城谷 怜司（しろたに れいじ） / “アイジスパ”
詩歌に協力している特殊型虫憑き。憑いている“虫”はオオクワガタで水蒸気を媒体にする。水蒸気爆発や水蒸気を加圧した壁など攻守が揃っていて威力も高く二号から三号指定の力を持っているとされる。利菜の幼馴染で、利菜の最後の頼みを果たすために詩歌のそばにいるだけだったが、詩歌の「弱さ」に惹かれて詩歌に協力するようになる。利菜を救えなかった事を無意識に後悔していた。詩歌から利菜と似ていると指摘されている。
詩歌がリーダーとなった後のむしばねの幹部の一人。リーダーである詩歌の能力の自由度が低いため、普段は“なみえ”とともに戦闘における柱の一人。頭の回転が速く、大局的な見地から作戦を練るタイプではないが戦闘における咄嗟の状況判断能力は非常に高い。
高鍬 みのり（たかくわ みのり） / “なみえ”
特環東中央支部局員だったが、重傷を負っていたところを利菜に助けられたことでむしばねに寝返った分離型虫憑き。憑いている“虫”は波江白蝶。現在は火種五号だが、かつては火種三号にも指定されたことがある。蝶の羽が白色の火となり敵を攻撃する。
4年前に“ふゆほたる”と対峙した際、自身の夢を思い出し“ふゆほたる”を守ると約束したが結局助けられなかったことを悔い、欠落者収容所で詩歌を監視していた。“ふゆほたる”がむしばねのリーダーになった時にもう一度守ると約束し、むしばねに入る。前東中央支部長である高鍬雷の娘。詩歌がリーダーとなった後のむしばねの幹部の一人。リーダーである詩歌は能力をあまり多用出来ないため、普段は“アイジスパ”とともに戦闘における柱の一人。また現在のむしばねでは唯一の元特環の高位号指定局員である。正式な訓練を受けており、部隊の指揮経験も豊富で、虫憑きの訓練方法や集団の扱い方を心得ているという点でもむしばねにとって貴重な人材。
夢は「国を、助けを求めている人を守る立派な人間になること」で、4年前は戦いだけの日常にその夢を忘れていた。
“ルシフェラ”
旧むしばねのノース・リーダーで特殊型の虫憑き。
他人の記憶の中から必要な情報をメールにして携帯電話に受信させる能力を持つ。むしばねでは参謀、特に戦闘面での作戦などで高い頭脳を発揮している。捻じ曲がった性格の持ち主で嫌味好き。茶深と共に行動している時もあるが、現在はむしばねに戻って前述の通り参謀役として活動している。
常に面倒そうな言動を繰り返すが、心の奥では未だにレイディー・バードを慕っており、むしばねの仲間たちへの想いをきちんと持っている。“むしばね”でもかなりの古株。
杉都 纏（すぎつ まつり） / “ハレンシス”
むしばねの幹部で分離型虫憑き。憑いている“虫”は巨大なゴミムシ。“虫”が一度取り込んだ固形物を体の一部にできる。また、必要に応じて元に戻す能力がある。綾の姉で容姿は似ている。
能力的に書類の保管や、物資の運搬などには非常に重要だが、戦闘能力は低い。
詩歌がリーダーとなった後も残っている幹部の一人。
“チェーファー”
特殊型虫憑き。治癒能力者であり、さらに非接触で多人数を治癒できるというむしばねでも貴重な能力の持ち主。媒体は光。外見は片耳につけたピアスが特徴の、長身で彫りが深い顔立ちをした少年。当初は詩歌の掲げる「戦わない戦い」に反発していたが、次第に現むしばねの主力となりつつある。
“ピードウッド”
虫憑きの少年。メガネをかけている。人形に“虫”を寄生させて操る能力を持つ。
“α”の見張り番をしていた。
“リコル”
12,13歳の少女。特殊型虫憑き。有機物のガス化と再構成による空間移動能力を持つ。その力は成虫化寸前で一度に100人以上を数十キロ転移させられるほど。
特環に追われていたところをむしばねに保護された。
スノウを様付けで呼ぶ。
宗方 槐路（むなかた かいじ）
むしばねのパトロンを務めている経営者。自分を「仲間」と呼んでくれた少女、利菜に愛情を抱きその夢を手助けしようと自らの経済力でむしばねを支援していた。
しかし利菜の死で態度は一転、むしばねや傘下の企業を巻き込みつつ利菜を追い詰めた“虫”の正体を探っていた。赤瀬川七那やサザビィとの接触、巧みな懐柔策により手にした権力を利用しαまであと一歩のところまで迫る。
病に侵されており、現在は療養に専念している。
丁屋 弐兵衛（ちょうや にへえ）
愛恋が発信した虫憑きの記録を手に入れてしまったが為に特環に追われる身となった少年。「便利屋きらり☆」の紹介でむしばねに保護され、その後はむしばねの資金運用を担当している。父親が以前質屋を経営していたためお金のやりくりに関してよく知っており、パトロンがいなくなったむしばねを少ない資金で立て直した。
商人としてのモットーは「三方よし（売り手よし・買い手よし・世間よし）」だが、そのせいで七那とはよく衝突しており仲はあまりよくない。

### 赤瀬川グループ
赤瀬川 七那（あかせがわ ななな）
赤瀬川グループ会長。「J」を逆さにしたようなステッキを愛用し、ワインを好んでいる。「やはっ」という独特の笑い方をする。
数年前、当時の会長で唯一の肉親だった祖父の怪死により、わずか15歳にして会長職を受け継いだ過去を持つ。
幼い頃に助けてくれた虫憑き“優しい魔法使い”を慕っていたが、彼女は祖父の死と時を同じくして失踪。その後“優しい魔法使い”の手がかりを探るため、また自分も“優しい魔法使い”に近づくために特環や“始まりの三匹”に近づくが遂に見つけることは出来なかった。そのときの経験から虫憑きや特環を強く憎んでいる。“優しい魔法使い”について知っているというきらりに執拗にあたっている。
過去の経験から何よりもお金を優先する歪んだ性格。その一方でビジネス面には高い力を発揮している。
虫憑きを利用した新しいビジネスを目論んでいる。丁屋弐兵衛から買い取った虫憑きのデータの中に鬼道ツカサのインタビューを見て丁屋弐兵衛に“記録者”の捜索を頼む。
虫憑きや特環の関係者ではないにもかかわらず、全ての一号指定の虫憑きと会ったことがある。
三ヶ島 万（みかじま よろず）
ムシウタ00に登場する。利菜の元家庭教師。彼女に依存しており崇拝の域にまで達している。彼女に頼まれて人助けの手伝いをしていた。彼女が虫憑きとなって旅立つときにぬいぐるみの熊（コチネッラ・セプテムプンクタータという名前らしい）をもらい、今でも大切にしている。現在は七那の秘書をしている。
秘書としての能力は高く、宗方の裏切りによって赤瀬川グループを乗っ取られた時にも、冷静に対応し最善の手を尽くした。
塩原 鯱人（しおはら しゃちと）
在野の特殊型虫憑き。憑いている“虫”は橙色のアキアカネで質量を媒体とする。
海沿いの街、帆蘭戸（ホラント）市にて、虫憑きであることを隠して一般人として暮らしていた。しかし他の虫憑きに襲われていたところを偶然帆蘭戸市にやって来ていた戌子に見つかり、強制的に戌子に訓練を受けさせられることとなる。その潜在能力は非常に高く、戌子は訓練次第で火種一号から三号レベルにもなると予想していた。後に“ディオレストイの欠片”すらも倒してしまう程の「戦士」へと成長する。
領域内の物体の質量をアキアカネとして具現化させ、それをほかの物体に移すことによって物体の質量を移動させることができる。また、ある程度までなら元となる質量がなくても増幅・減衰させることも出来る。戌子から、自らの体重をゼロにした状態なら、人間の脚力でも計り知れない速度を得ることができると習い、その結果、戌子と同様に「瞬間移動」を可能にするなど、急激に成長する。また戌子には遠く及ばないものの領域支配能力も高く、“浸父”の領域の中でも自らの領域を保つことができる。能力の実戦における使いかたが戌子に近いため、戦闘方法は戌子に近い。また戌子ほどではないが、戦いとなると夢中になってしまう狂戦士としての素質も共通している。
現在は、“あさぎ”の最後の教え子にしてホッケースティックの継承者として、広範囲に散らばった他の“ディオレストイの欠片”を殲滅するために旅を続けている。一時はポチらと七那の身辺警護をしていたが、途中で“浸父”の気配を感じて姿を消す。その際“かっこう”と初めて出会う（しかし、“かっこう”だとは気付いていない）。七那からはイルカさんと呼ばれていた。
幼い頃、交通事故に遭い、そのときの「痛み」に耐えられず、「自分以外の人間も傷つけばいい」と思ったことで浸父に虫憑きにされた。虫憑きになった際に「痛み」を無くした。性格は軽くて遊び人（本人は否定しているが、指摘されるとへこむ）。「ひはっ」という壊れたような笑い方をする。
いずれ“欠片”を倒しきった後は、戌子が唯一自分より強い存在だと語った「最強の戦士」“かっこう”に挑み、最強の座を奪おうと目論んでいる。
赤牧市の戦いでは、特環に合流して共に戦う。
“ポチ”
七那の用心棒として雇われていた特殊型虫憑きで鉱物繊維を媒体とし、それにより織り込まれた布を操り戦う。毛先がはねた髪をした少年。暴力団の子飼の虫憑きだったが組織の壊滅で居場所をなくし、ダンボールの中で暮らしていたところを七那に拾われた。七那に対して忠実かつ献身的に尽くしている。配下にも多く虫憑きがおり、彼らは七那ではなく“ポチ”を非常に信頼し、慕っている。“クリスティ”から七那を守るために戦い、死亡する。

### 茶深一味
菰之村 茶深（このむら ちゃみ） / “おぅる” / “紅い女王蜂”使い
特環西南支部局員、異種十号の特殊型虫憑き。憑いている“虫”は深紅の女王蜂で、有する能力は「精神汚染」。相手の感情の一つを増幅することができ、またその能力の対象とその“虫”の能力を上げる副作用もある。特環を裏切ろうと思っており、利用できる人材を集めていた。自分以外はすべて“駒”であるということを信条として動いている。口癖は「くそったれ」。
優秀な頭脳と「虫憑きの戦いの舞台の中心に立つ」という大きな野望を持つが、一方で頭が回るが故に、自らの能力の弱さや器の大きさが大きすぎる野望には見合わないということを感じ苦悩していたが、その苦悩を受け入れた上で戦う強さも持つ。かつてのアリア・ヴァレィである薬屋千晴を手に入れたことを機に特環から行方をくらまし、虫憑きの頂点に立つために動き出した。
現在は少数ながら勢力を拡大中で、彼女の勢力には中心となる彼女自身を象徴するかのように、直接的な戦闘能力は低いがそれ以外に何かしらの能力を持つものが多く集まっている。
“コノハ”
特環中央本部局員、戦闘班に所属する火種四号の分離型虫憑き。憑いている“虫”は重ねた二枚の葉っぱのような体に大きな眼をつけたハムシ。“虫”から伸ばした触手をゴーグルに繋ぐことで望遠能力を持つ。当初は視覚情報での広範囲の索敵能力と、光の屈折率を操って姿を消す能力だけだったが、茶深の“虫”によって能力が向上し、鏡やガラスから瞳に至るまであらゆる反射物を辿って索敵できる超広域索敵能力を手に入れた。彼女自身が読唇術を身に着けているため、盗聴も可能。戦闘能力は無指定並み。
“五人目の一号指定”によって恋人を失ったと思っており、“五人目の一号指定”を探すことを手伝ってくれるという約束から茶深に協力している。
茶深から刺激を受けていた感情は「怒り」。
“ルシフェラ”（“ルーシィー”）
旧むしばねのノース・リーダーで特殊型虫憑き。
詳細は“ルシフェラ”を参照。
白樫 初季（しらかし うぶき） / “からす”
特環中央本部局員、無指定の同化型虫憑き。憑いている“虫”はカラスヤンマ。“虫”を自分とコートに同化させ、飛行能力を付け身体能力を上げている。加速力、旋回能力に関しては右に出るものは居ない。数少ない同化型の虫憑きの一人。しかし、極めて強力な力を持つ同化型の中では例外的に戦闘能力は低い。とはいえ“霞王”を撃退するなど、倒すことはできないものの戦い方によっては格上の虫憑きを退ける力はある。
かつて故郷の島の診療所にいた医者の“先生”から貰った金色のリングのついた“ネックレス”を宝物として大切にしている。しかし、大切な人のために使うという“先生”の言葉通りこの“ネックレス”は夕にメガネをプレゼントするために質屋に売却した。
なおこの“ネックレス”は、ムシウタbugにおいて花城摩理が“先生”にプレゼントしたものである。
青播磨島という自然豊かな島に生まれ育ち、「いつまでも、この島にいたい」という夢を抱いて虫憑きになるが、特環の極秘作戦で島を焼き払われ、故郷と大切な人たち、そして夢を失ってしまう。以来、特環、特に当時命令を下していた魅車八重子に対する復讐心のみを支えとして生きてきた。
無指定の無力な自分では果たせない復讐に強力な一号指定である詩歌を利用するために特環の研究施設から詩歌を逃亡させるが、成り行きから逃亡中に出会った夕と三人で特環の包囲網を抜けて桜架市を目指すこととなる。当初は自分の思い通りにならない詩歌と夕を疎ましく思っていたが、自分のことを純粋に信じてくれる二人を徐々に大切に思うようになっていき、ついには詩歌の言葉で“島を元通りにする”という新たな夢を見出すに至った。
その後は東中央支部に保護され居候していたが、千晴とともに茶深の仲間となり特環を脱走する。
鮎川 千晴（あゆかわ ちはる）
声 - 能登麻美子
西遠市に住む高校2年生。心の中で誰かに語りかけるという奇妙な癖を持っているが、明るい性格で学校での友人も多く、生徒会の副会長も務めている。
前述の“語りかけ癖”に加え、5年前に今の母親が再婚する直前までの記憶を全て失っていること、根拠のない“罪悪感”に常に付きまとわれていることなど普通とはいえない部分があるが、本人は深く気にしていない。
旧姓を薬屋と言い、その正体は大助の姉、薬屋千晴（鮎川姓は母の再婚によるもの）。
自覚はないが極度のブラコンで（茶深曰く弟バカ）、大助を語る時は常に褒めまくり、大助をとても気にかけ、自分のことを二の次にするほど可愛がっている。
昔から、嘘をつくときには語尾に「ホント、それだけ」と言うのが癖になっている。
過去に大助の夢に誘われた“三匹目”こと“アリア・ヴァレィ”の宿主となって大助を虫憑きにした張本人。宿主になった当初から大助の夢を食べることを頑なに嫌がり、“アリア・ヴァレィ”と同じく大助の夢を狙ってきた“大喰い”から大助を守るために“大喰い”と争いまでしたが、最終的に瀕死の重傷を負ってしまった大助を助けるため虫憑きにし、それによってその器としての役目を終え、“アリア・ヴァレィ”と大助に関する記憶を失った。
大助を虫憑きにしたことを自らの罪であると感じており、彼女の中の“罪悪感”はそのことによるもの。
大助に殺してもらう事を願っていたため“大喰い”に危うく虫憑きにされそうになるが、大助に許された事により、大喰いを拒絶した。
西遠市で巻き起こった虫憑きの戦いに巻き込まれた際に記憶を取り戻し、それ以後は茶深と共に行動する。一時的に東中央支部に保護されていたが、初季と共に脱走し、茶深と合流する。
かつて交わしたアリア・ヴァレィの「安住の地」になるという約束を果たすためにアリアの匂いを辿り、無事、アリアの宿る“ネックレス”を発見した。
佐藤 陽子（さとう ようこ）
自分の住む町で、箱庭を使ってカウンセリングを行うという特技、そして最初に生み出した虫憑きの虫である“ゲニウス”と“ロキ”を使い、更には“大食い”を共に利用しあって数々の虫憑きを生み出していた。
特環中央本部の副本部長である魅車八重子のカウンセリング記録を所持しており、彼女を“魔王”、また特環所属の虫憑きをその手先と考えて恐れていた。そして“勇者”として彼女や虫憑きと戦うために“ゲニウス”を成長させようと“大喰い”を利用して生み出したばかりの“虫”を直接“ゲニウス”の餌にしていた。
別の町で、田央萌々の虫と記憶を封印した張本人。封印の方法は“埋葬式”という強烈な催眠作用による暗示。
｢便利屋きらり☆｣に“紅い女王蜂使い”の捜索を依頼していた。調査報告を聞くため便利屋を偶然訪れていた際、“ネックレス”に残るアリアの匂いを辿ってきた茶深一行と出会う。
また茶深の能力を受け｢恐怖｣を刺激されている。
海老名 夕（えびな ゆう）
赤牧市に住むごく普通の少女。偶然から“浸父”の実験により蘇生した“センティピード”に出会い“ディスク”を託される。特環から逃走中に同じく逃亡中の初季と詩歌に拾われ共に逃亡することになる。当初は喧嘩してばかりだったが、三人で困難を乗り越えるうちに成長していく。
心を許しあった初季によってメガネを贈られているが、初季はそのために“先生”から貰った大切なネックレスを手放していた。“ネックレス”を見つけ出し、それを手に初季に会いにいきたいと願い「便利屋きらり☆」を頼ったことで思わぬ再会を果たすことになる。
なおこの“ネックレス”は、ムシウタbugにおいて花城摩理が“先生”にプレゼントしたものである。
杉都 綾（すぎつ あや） / “ジェンシス”
むしばねに所属する分離型虫憑き。憑いている“虫”は瑠璃色のゴミムシ。取り込んだ金属やガスを、合成して吐き出すことが出来る。杉都 纏の妹で日本人形のような容姿を持つ少女。物静かで人の話を聞かず、その行動は奇行が目立つ。元は火種八号程度の実力だったが、茶深の能力の副作用で火種二号から三号程の強力な力を持った。むしばねのことを仲間だと思った事は一度もなく、茶深の計画に協力している。千晴を守るため殲滅班と戦い、死亡する。むしばねでは行方不明扱いとなっている。
茶深から刺激を受けていた感情は「寂しい」。
夢は｢自分だけを見てくれる人が欲しい｣。しかし、自分だけを見てくれる人と言うのは、実際は自分の独りよがりを押し付けているだけで、すぐにわずらわしくなってしまうと言っており、大きな夢を抱きながらも一瞬だけ自分の事を思い出してくれる茶深を慕っていた。
“オゥル”
綺麗な毛並みをした白猫。子猫のときに茶深に拾われた。茶深の能力を初めて受けた存在で、能力の影響で猫らしからぬ知性を身につけていた。千晴の監視任務を茶深の代わりに5年間こなしていたが、“かなた”と戦い死亡。

### 円卓会
“サザビィ”
朽ち果てた衣服で身を包み「円卓会」のオークショニアを勤める虫憑き。特殊型虫憑きで黄金を媒体とする。
没落した「円卓会」の元メンバーで、十数年前に起こった経済界の「パラダイムシフト」を乗り切れなかった一人。その後は“見張り番”としてαを監視していた。
本来オークションには「円卓会」のメンバーのみを招待していたにもかかわらず、高額で落札してくれる人物なら「円卓会」メンバーではなくても誰でも入札権を売るなど異常なまでに金に執着している。“クリスティ”に再び綺麗なドレスを着せると誓っている。
“クリスティ”
ドレスに身を包んだ美女。美しいソプラノの声を持つ。特殊型虫憑きで、憑いている“虫”はドクガの幼虫。闇を媒体とする。
“サザビィ”が取り仕切っているオークションで、もしビッダーが落札金額を支払えない場合は彼女が死をもって制裁を加える。
彼女も“サザビィ”と同様「パラダイムシフト」に巻き込まれ乗り切れなかった一人で、その後は“サザビィ”と共にαの“見張り番”として生きていた。彼女自身は“サザビィ”と共に居られるならそれでいいと思っていたが、“サザビィ”の思うままに在り続けたいと願っていたため、“サザビィ”の望むようにオークションに協力する。
一之黒 涙守（いちのくろ るいす） / ルイ
政府に対する人脈を持ち、特別環境保全事務局にすらも圧力を働かせることが出来る名家「一之黒家」の当主。
妻を亡くしており、幼い愛娘を溺愛している。その溺愛ぶりは「興味がない」と言った大助に対して強引に写真を見せようとするほど。
円卓会が“不死”の研究に出資していた時代からのメンバーだが、本人は“不死”の研究からに対しては一歩退いたところにいると語る。
円卓会のメンバーたる企業家ながら、身に付けた武道により一般人としては非常に高い戦闘能力を持ち合わせ、指揮能力も高い。
カッシーを気に入り、彼を諜報員という宿命から救うために養子に誘い、結果的にカッシーが夢に目覚めるきっかけを作ることとなった。
その正体は円卓会会長。また「ムシウタbug」のヒロイン、一之黒亜梨子の父でもある。“不死”の研究とは距離を保っていたが、心の内では最愛の妻を失った悲しみから、娘を“不死”にしたいと願っていた。最終的に“虫”という自らの招いた“呪い”が世界を覆うことを防ぐために立ち上がるも、この世界への“虫”の誕生を見届けることとなる。
本編に先立ってほんの僅かではあるが「bug」にも登場しており、大助に意味ありげな台詞を残していた。

### その他の人物
α（アルファ） / “始原の虫憑き”
αの名が示すとおり、最初に虫憑きになった人物。分離型虫憑き。“虫”はバラバラにした昆虫の複眼が神経でつながり、その一番大きな破片に人間の眼が埋まったような異形の外見をしている。“眼”は超高速で飛び回り、頑丈なうえに強力な熱線を放ち、さらには数万にも分裂する。それを使って外界の情報収集をしている。本人は知らないが、“眼”は過去に“大食い”が使用したため“かっこう”との戦闘経験もある。
虫憑きのルーツを知る人物と目されており、多くの人間が自分の手中に収めようとしたことによって、十数年前の日本経済の大異変、「エンクロージャ」「バブル」「パラダイムシフト」の引き金となった。その後は現在に至るまで、日本経済界の選ばれたトップたちが集まる「円卓会」という集団によって隔離され、その存在を隠蔽されていた。そのため特環ですらその存在を把握できていない程の謎に包まれた人物。
その正体は、もともとは“不死”の研究の実験体の一人にして、実験の果てに“大喰い”の原型が生み出した“不死”の研究の最初の“成果”すなわち、真の意味での「最初の“虫憑き”」となった人物。なぜ彼だけが“不完全な虫”ではなく最初から完全な虫憑きであったかは不明。
「円卓会」のメンバーになった七那の前に、オークションの商品としてその名前が現れる。
カシュア・アルティネス / “カッシー”
最初の同化型の虫憑き。自らの肉体の分解と再構成の能力を持つが、肉体を再構成する度に欠損が出てしまう弱点がある。
某国の諜報員。人工授精で生まれた天涯孤独の少年。円卓会による“不死”の研究を調査している途中、ミッコに諭されたことと一之黒涙守と出会い彼に養子に誘われたことで夢を抱くようになる。“始まりの三匹”の誕生に立ち会い、アリア・ヴァレィに夢を食われたことで虫憑きになり、αを退け、“大喰い”と“浸父”と戦いを繰り広げるが、肉体が限界を迎え死亡。死体を“浸父”に乗っ取られてしまうが、それを予期していたカシュアが死の直前自分の体に劇薬を打ち込んでいたことでカシュアの肉体は腐り始め、その隙をついた一之黒涙守によって“浸父”は捕えられた。
“始まりの三匹”と、“アリア・ヴァレイの子”、すなわち同化型の虫憑きとの因縁の敵対関係の始まりを象徴する存在。
夢は「家族の元に帰る」こと。
一之黒 亜梨子（いちのくろ ありす） / “槍使いの少女” / “槍型” / “五人目の一号指定” / “眠り姫”
方々でその言葉が出てきている五人目の一号指定である同化型の虫憑き。
これまでに「槍使いの少女」や「槍型」以外に、茶深からは「例の女」などと呼ばれている。
現在は姿を消しており、“かっこう”が殺したとも噂されていたが……。
津村 蜜樹（つむら みつき）
紫央小学校5年生の少年。虐められていた所を大助に助けられ大助と友達になる。しかし“大喰い”によって虫憑きになり大助と仲違いになり、学校を壊そうと暴走していた所を千晴に欠落者にされる。
“ロッコ”
過去に利菜に救われた分離型虫憑きの少女。憑いている“虫”はトゲナナフシ。透明な糸で吊りおろした人間の身体能力を強化し操ることが出来る。また、傷を受けたとき、糸で縫って応急処置をしている。人形のような容姿と動きをする。たくさんの笑顔を生む大道芸人として利菜の笑顔に救われた。
鬼道ツカサ / “優しい魔法使い”
七那やきらりの過去に大きく関わる分離型虫憑きの女性で、憑いている“虫”はユウレイグモ。相手と自分を“虫”の糸でつなぐことにより、感覚や記憶を交換することができる。その能力を巧みに操り、特環すらも翻弄していた。
かつて自分を「魔法使い」と呼び、自分に礼を言ってくれた七那を大切に思い、彼女が困っているときはいつでも助けに現れていた。しかし、七那の祖父の死とともに忽然と姿を消し、それ以降七那の前には現れていない。“記録者”のインタビューに対し「決して購えない罪を犯した」ので「彼女に会うことはできない」し「罪を隠して死ぬ」必要があると答えている。彼女の顛末はbugで描かれている。
その死の間際、「エンクロージャー」「バブル」「パラダイムシフト」という“虫”の起源に迫る秘密を掴みかけていた。
圓藤 緒里（えんどう いおり）
モイラ学修院大学付属高等学校に通う千莉の親友。無所属の分離型虫憑きでその力は火種五号ほど。憑いている“虫”は兵隊アリの“碧兵（へきへい）”。自分の体格の何倍もの“虫”を投げ飛ばす程の怪力と他の虫の攻撃を寄せ付けない硬い甲殻を持つ。
有夏月と共に千莉を守ることを誓っており、鴇沢町に来た大助とは千莉を守る仲間として友人となる。
千莉に心を救われたことで、「千莉を守ろう」と思い虫憑きになった。
彼の虫憑きとしての本当の力は複数の虫を操る珍しいタイプであった。
洋一との戦闘により死亡する直前にありったけの夢を“虫”に与えた結果、本当の実力に目覚めた。
南風森 愛恋（はえもり あこ） / “記録者”
“虫憑きが消える町”に住んでいる自称“真のジャーナリスト”、また元“魔王”でもある少女。分離型虫憑きで憑いている“虫”はフタホシコオロギ。周囲のアンテナ等を利用して、広範囲に電波を飛ばす能力を持つ。
報道部の部長で、特環の任務で転校してきた有夏月を半ば強制的に入部させる。過去のある出来事のせいで周囲から冷たい扱いを受けており、“魔王”の陰謀論を声高に唱え始めてからはさらに周りから避けられるようになった。しかし有夏月と共に調査を続けるうちに、実際に“魔王”は存在し、彼女がずっと一人で“魔王”と戦い続けていたことが明らかとなった。
強引に入部させたにもかかわらず、友達となって共に“魔王”と戦ってくれた有夏月に感謝しており、彼を通じて“虫憑き”の“真実”を見出して、“真実”を込めた映像映像を生みだす。虫憑きとなって映像を全国に流すも、直後に“しぇら”に殺されかけ、回復の虫の霊域（ゾーン）により一命をとりとめたものの欠落者となった。
なお、顔つきがアニメオリジナルキャラクターである皆川あざみと非常に似ている（加えて、“虫”を調べていることも一緒）。
過去に鬼道ツカサにもインタビューをしたことがある。
夢は｢“真実”とは何かを知る｣こと。
田央 萌々（たなか もも） / “マーカー使い”
高校のヴィジュアルデザイン科に通いつつ、「便利屋きらり☆」でアルバイトをする少女。落ち着きが無く絵を描くことが大好きで常にマーカーを持ち歩いている。語尾に「ゼッ」というアクセントを置いた独特のしゃべり方をする。「便利屋きらり☆」で保護された薬屋大助とは当初喧嘩友達のような間柄だったが、急速に接近していくこととなる。“変電所跡の虫憑き”に関する事件の関係者。
数少ない同化型虫憑きの一人で、憑いている“虫”は虹色に輝くナナイロタマムシ。同化するマーカーは色彩によってさまざまな能力を持ち、宿主の血液をエネルギー源とすることで爆発的な威力を発揮する。当初は陽子の催眠暗示によって自分の“虫”と記憶を封印されていたが、アリア・ヴァレィとして同じく記憶を失った親友のセピアに拒絶されたことでその催眠が解けてしまう。
多彩な能力に柔軟な思考と発想力を併せ持ち、戦闘能力は暴走した“かっこう”にも匹敵する。しかしその力は、大きすぎるエネルギーに萌々の心身が耐えられず常に暴走状態に陥り、ついには抑えられなくなったエネルギーにより大爆発を起こすというものであり、生まれた時から自滅することが決定づけられている、決して生まれてはいけない虫憑きであった。
夢は「自分の芸術で世界中を埋め尽くして世界征服する」こと。
砂小坂 純（すなこざか あづ）
モイラ学修院大学付属高等学校に通う一般人の少女で緒里の幼馴染。緒里を想っていたため、彼の心を救った千莉の事を嫌っていたが、その温かい心に触れ一番の親友になる。鴇沢町に来た大助と友人となった。
緒里や有夏月、千莉、さらには大助まで虫憑きであるため、一人普通人であることを密かに気にしている。
緒里が殺される瞬間を見てしまい、その心の隙を“浸父”に狙われ虫憑きになりかけたが、千莉の事を思いだし踏み止まった。金成洋一の“虫”に胸を刺され死亡。
長谷川 美樹（はせがわ みき）
鴇沢町で千莉と同居していた女性。スリムな体つきをした長身の美人。土師圭吾の友人で在宅のファッション・デザイナー。けっこう腹黒い。
五十里野 きらり（いかりの きらり）
寂れた雑居ビルにオフィスを構えて「便利屋きらり☆」を営む少女。いつも他人を気にかける優しい性格だが、便利屋がぎりぎりの経営状態にあるにもかかわらず依頼主の無理を聞いたり、依頼に含まれない事までこなした挙句に報酬を減らされてしまうなど、優しすぎて損をしてしまうことも多々ある。しかし本人はさほど気にしていない。また特別な“虫”に関する依頼も引き受けており、土師やむしばねなどの様々なコミュニティとの人脈も持っている。
数年前に大企業赤瀬川グループの現会長の七那といざこざがあり、そのせいで高校にも進学できなくなり土師の紹介で「便利屋きらり☆」を開業した。赤瀬川七那とはαを巡る戦いの中で和解する。
セピア
萌々と同じ高校のヴィジュアルデザイン科に通う少女。髪をセピア色に染めている。かつては萌々の親友だったが、それゆえに萌々の夢に惹かれたアリア・ヴァレィの宿主となってしまう。萌々を自分から守るために「便利屋きらり☆」に依頼をするが、耐え切れず萌々の夢を食らう。三匹目の宿主の宿命として記憶を失った後は、もはや他人でしかない萌々のそれまでと変わらぬ態度に煩わしさを感じ、ついには萌々の封印を破る決定的な一言を放つ。
また、「便利屋きらり☆」への報酬はとある質屋で買った金色の“ネックレス”であり、繭となって眠りについたアリア・ヴァレィを宿したまま海老名夕の手に渡ることになる。
なおこの“ネックレス”は、ムシウタbugにおいて花城摩理が“先生”にプレゼントしたものである。

### 始まりの三匹
“大喰い（おおぐい）” / エルビオレーネ
声 - 斎賀みつき
“始まりの三匹”の一匹。特環から原虫指定を受けており、夢を食べられた人間は分離型の虫憑きとなる。本体は上空に飛んでいる巨大な紫色の蝶。“始まりの三匹”の中でも一番よく人の前に姿を現し、貪欲に夢を食らい続け多くの虫憑きを生み出している。いつも真紅のロングコートを纏いサングラスをかけていて、その瞳は不思議な虹色をしている。
自分が生み出した分離型虫憑きの“虫”の能力を全て自在に使えるという能力を持つため、突出した戦闘能力を誇り、“始まりの三匹”中最強の存在とされる（死亡した虫憑きや欠落者の能力は使えない）。かつては“槍使い”と“かっこう”ら少数しかその能力を知らなかったが、本編5巻の戦いにて多くの特環局員が知ることになる。“かっこう”が能力を明かさなかったのは、“大喰い”の力を削ぐために分離型の虫憑きの殺戮が行われることを防ぐためで、現在は最強の虫憑きである“スノウ・フライ”の存在が歯止めになっている。
欲望に忠実で、人工的に夢を浮かび上がらせる陽子とは一時協力のような関係にあった。しかし、人工的な味よりは天然の味が好きということらしく、あくまで一時的なものに終わった。
何度も大助と会っており、一度は大助の夢を“アリア・ヴァレィ”と取り合った。
愛称は「エル」。通り名通りの大食い。人間であった頃の望みは「飢えを満たす」こと。
“浸父（しんぷ）” / ディオレストイ
“始まりの三匹”の一匹。特環から原虫指定を受けており、夢を食べられた人間は特殊型の虫憑きとなる。本体は無数の芋虫が集まって出来たマント。その芋虫を分散させることにより、無数の「欠片」として行動することができる。「欠片」の一部は特環の実験に使用されている。
本体は特環に捕らえられているが、「欠片」が何体か外に出ているらしい。「欠片」は夢に破れて死んだ死体に憑くが、相性が良いものでないと長い間活動できない。逆に相性が良ければ能力が上がる。力が弱まると次の肉体の候補を探し、揺さぶりつつ自分好みの肉体を作り上げる。
年に1、2回ほど“浸父”の領域である「教会」が特環にも目撃されている。また、「教会」の内部は外との電波などが通じないことや、一度でも「教会」に入ったことがある人間の記憶を引き出せることなどが確認されている。
夢を食べる時に先に夢を歪めてから食べる特徴があり、そのため特殊型の虫憑きは自身の夢を忘れてしまっている者や精神に異常のある者が多い。他の“始まりの三匹”と違い、一度に何人もの夢を食べることが出来る。
本体は3匹の巨大な白い芋虫。無数の“教会”と“墓”を操る能力を持ち、その真の能力発動体は巨大な“城”。
虫憑きの“王”なる存在を求めているらしく、何人かの虫憑きに対して“王の資質”とやらを見出したり、何人かの人間に「“王”になれ」などと唆したりしているが、その真意も目的も“王”なる存在の詳細も不明であった。これらの言動は“浸父”が人間であった頃の望みの残滓であり、“浸父”は強大な力を持った虫憑きを器にすることで自身が“王”になろうとしている。“C”によって解放され一度は詩歌の体を乗っ取るが、特環と“むしばね”と鯱人との総力戦の末に敗れ去った。
愛称は「ディオ」。いわく珍味好き。人間であった頃の望みは「王になる」こと。
“三匹目（さんびきめ）” / アリア・ヴァレィ
“始まりの三匹”の一匹。特環から原虫指定を受けており、夢を食べられた人間は同化型の虫憑きとなる。本体は碧い蛹で、好みの夢を持つ人間と親しい人物と同化することで夢を食べる。それ故にハッキリとした目撃例が存在しておらず、未だ謎に満ちた部分が多い。戦闘向きの能力はほとんど持たないため、“始まりの三匹”中最弱とされる。しかしそれとは正反対に、アリア・ヴァレィの生み出す同化型は極めて強力な力を持つ。
同化された相手は自身の意識の中にアリア・ヴァレィの意識ができるが、自身の意識も残っている。なお、その際の性格は宿主の記憶と感情を元に造られたコピーであり、アリア・ヴァレィとしてのオリジナルの人格はすでに消滅している。宿主は物質との同化能力や高い治癒能力が使えるようになるが、夢を食べたくなる衝動に駆られ、その餓えと戦うことになる。目的の相手の夢を食べると離れるが、宿主は夢を食べた相手とアリア・ヴァレィになっていた時期の記憶を失ってしまう。
宿主に対して夢を喰らうよう唆したり怖がらせようとしたりと悪人ぶろうとしているものの、常に宿主を気遣い、これまで宿主となった人間が誰も自分を恨まなかったことに罪悪感を抱いているなど、悪役に徹し切れていない。本心ではいつも、誰の夢も食べることなく、眠りにもつかずにいられるように願っており、ずっと一緒に居られる「安住の地」となる宿主を求め続けていた。
一時は青播磨島の殲滅作戦によって消滅したと考えられていたが、その後生存が確認された。現在は“ネックレス”の中で眠りについており、目覚めのときを待っている。
本人曰く「今まで狙った夢を食べられなかったことはない」らしい。
本編及び外伝を含めて、これまでに鮎川千晴、“先生”、セピアなどに宿り、それぞれ、千晴は“かっこう”を、“先生”は“ハンター”、“からす”を、セピアは、“マーカー使い”を生んでいる。オリジナルは、最初の同化型であるカッシーを生む。
愛称は「アリア」。いわく美食家（グルメ）。人間であった頃の望みは「故郷へ帰る」こと。

### アニメオリジナルキャラクター
皆川あざみ
声 - 志村由美
桜架東高校1年D組に通う女子高生。
“虫”に対して並々ならぬ興味を抱いている。
少し抜けた部分があり、携帯に収めている何かの写真を見せようとして、まったく別の写真を見せる事がよくある。
アニメ中盤で、“大食い”により分離型の虫憑きにさせられる。憑いている“虫”及び、号指定共に不明。
“虫”自体は、ビデオカメラに寄生しており、カメラに映った相手（あざみ自身を含む）を特殊な空間に引きずり込むことができる。だが、“C”の能力を使えば、この空間に入れる（実際に“C”の能力で“かっこう”がこの空間に侵入している）。
また、この空間内ではあざみの言霊に反応して、相手に何らかの影響を与えることができる（例として「大嫌い」と言えば相手に物理ダメージを与えられる）。なお、この時には直方形のようなものが相手に向かって飛んでいる。また、この直方体に自ら飛び込めば、別地点へ移動できる（作中の描画から、移動距離は短い）。
なお、ビデオカメラのメモリを消去したら、中にいるものはすべて消えるらしい（アニメで中にいたのは、欠落者になった“きりきり”と戦闘中だった“霞王”と“かっこう”の三人）。ただし、“霞王”と“きりきり”は“C”が助け、“かっこう”も無事であった（なお、“かっこう”がどうやって無事に出られたのかは不明）。
ビデオカメラに“虫”が寄生しているため、ビデオカメラを壊されると欠落者になる（実際に、“霞王”がビデオカメラを壊したことで彼女は欠落者になっている）。
“きりきり”
声 - 阪口周平
特環中央本部所属の分離型虫憑き。
憑いている虫と号指定は不明だが、彼の“虫”は鋭い槍のようなものを発射できる能力を持つ（連射可能）。ちなみに、この槍のようなのは、殺傷能力が高い（実際、この槍であざみを2度傷つけている）。
“霞王”、“C”と共に虫憑きになったあざみを捕らえる為に桜架市にやってきた。
白い学ラン風の服装を着ており、髪型はリーゼントと、見た目はまんま不良。やる気はあるが、時々ドジを踏んでいる。
あざみを捕獲しに来ているはずだが、捕獲対象であるあざみからアッパーやストレートなど、何度か反撃を食らっている。
一度虫憑きを殺してみたいという願望があり、自身の“虫”の能力であざみを殺そうとするが、“C”の能力で彼女らを追ってきた“かっこう”に阻まれ、逆に自らの“虫”が放った槍を武器に使われて“欠落者”にされた。

## キーワード
“虫”（むし）
思春期の夢を持つ少年少女に寄生し、宿主の夢を喰らう代わりに超常的な力を与える異形の怪物。見た目が実在する昆虫類に似ていることから“虫”と称されている。“虫”には分離型・特殊型・同化型の三つのタイプが存在する。
また、虫は成長することもあり、無指定から号指定になったものもいる。
虫憑き（むしつき）
“虫”に寄生され超常の力を扱うことができる人間。一度虫憑きになったら二度と元に戻る事が出来ず“虫”に夢を喰い尽くされた虫憑きは死に至る。“虫”や虫憑きは10年ほど前から現れたとされている。政府の公式見解では“虫”は存在しないとされているが、10年間の人々の目撃報告は膨大な数になっており、ここ数年で政府はすっかり弱腰になっている。世間ではもっぱらの噂となっており、虫憑きは恐怖と差別の対象として忌み嫌われている。
また夢を拠り所とした精神力こそが能力の行使や虫への抵抗力を支えるため、夢を諦めた者や夢を失った者、憎しみの中で無意識に抱いた思いを夢として喰われた者など、夢を拠り所に出来ない者は、新しい夢や心の支えを持たない限り、虫への抵抗力を失ってしまう。
虫憑きの種類は「分離型」、「特殊型」、「同化型」の3種類。詳細は虫憑きの種類を参照。
始まりの三匹（はじまりのさんびき）
少年少女の夢を食らい、人間を虫憑きにしてしまう特異な存在。エルビオレーネ、ディオレストイ、アリア・ヴァレィの三匹がいる。特環からは虫憑きを生む“原虫”に指定されており、エルビオレーネは“大喰い”、ディオレストイは“浸父”、アリア・ヴァレィは“三匹目”と呼ばれている。
始まりの三匹にとって最大の弱点は、「夢の持ち主に、拒絶されること」で、その瞬間だけ能力がかなり弱まる。
元々は魅車の父による“不死”の研究の実験台となっていた人間。その研究はただの妄想で終わるはずだったが、わずか十歳で父を超える知能を持っていた魅車がその研究を乗っ取り、円卓会と結託して資金と研究環境を手に入れたことで変貌を始める。魅車の父は精神が肉体を凌駕することで死を乗り越えられるという理論を立て、強い望みを持ちながらそれを叶えられずにいる者を実験台として用意し、彼らを瀕死にして目の前に望みを叶える餌をちらつかせることで生命力を高めようとしていた。死にかけた実験体たちは魅車に励まし続けられた事で生き延び、ある日エルビオレーネがほかの実験体に干渉し“虫”を生み出した（この干渉され“虫”を生み出した実験体がα）。成果が生まれたことで研究は加速していったが、魅車の父は自分の研究が娘に乗っ取られていることに気づき彼女を殺そうとし、魅車は逃げだした。だが魅車によって統率されていた実験体は暴れ出し研究所は崩壊。そしてアリア・ヴァレィがその研究所に存在していた全ての生命体を同化し、“虫”を生み出すことが可能だった三人の実験体をベースとして凝縮されたことで“始まりの三匹”が誕生した。
欠落者（けつらくしゃ）
感情、意思、記憶といった“心”や、虫憑きにとって一番大切な夢すらも失ってしまった生ける屍。虫憑きが“虫”を殺されるとこの状態になり、外部の命令しか受け付けなくなってしまうため、放っておけば餓死か病気で死んでしまう。一度欠落者になったら二度と元に戻る事はないとされてきたが、杏本詩歌“ふゆほたる”ただ一人だけが蘇生した。
成虫化（せいちゅうか）
宿主の夢を喰い尽くし、成長した“虫”が宿主の支配から解き放たれ凶暴化する現象。また成虫化寸前の“虫”は宿主が先に死亡しても暴走という形で成虫化する。虫が自分の“虫”が成虫化して夢を食い尽くされた虫憑きは、夢と共に自らの命をも失ってしまう。しかし“虫”が成虫化するのはごく稀である。成虫化した“虫”の力は強大で、無指定の“虫”でも倒すのに3人以上の号指定虫憑きを要するほど。成虫化した一号指定の利菜の“虫”と、同じく一号指定の薬屋大助（かっこう）が戦った時はひとつの街が壊滅した。
亜成虫化（あせいちゅうか）
宿主の意思によって一時的に“虫”を成虫化の状態に近づける能力。成虫化する寸前、ギリギリの状態にまで“虫”をオーバーロードさせることで急激に能力を高めることができる。パワーを一定以下の出力に抑えられない、消耗が著しく激しいために制御できる時間が短いといったリスクがある。現在確認されている虫憑きの中でこの能力を使える虫憑きは“月姫”だけである。
領域（りょういき）
“虫”の能力によって支配下に置かれた空間。これを展開する能力を領域支配能力と言うことも。主に特殊型の“虫”が領域を展開する能力を持つが、分離型や同化型の中にも領域を展開する能力を持つ者もおり、特殊型なら全員領域支配能力を持つというわけでもない。
領域内は“虫”の能力が張り巡らされたような状態になるため、領域の展開によって得られる効果は“虫”の能力によって様々だが、共通する点として他の虫憑きの領域内では“虫”の力は弱体化する。特に特殊型の“虫”は他の虫憑きの領域内では媒体を生み出せなくなるため、自然の媒体を使わなければ能力行使が出来なくなる。ただし他の虫憑きの領域内であっても、自分や仲間の周りなど一部だけ領域を確保して敵の領域の影響を受けないようにすることは可能。
そのため領域支配能力を持つ者は、領域を展開することそのものが能力の行使に有効に作用する者はもちろん、領域自体は周囲にあまり影響を与えない者でも、敵の弱体化を狙って領域を展開する場合がある。領域の支配能力は虫憑きによって異なり、ビルや丘を丸ごと自分の領域下に置いたり、他人の領域をやすやすと支配し返したりするほど支配能力の高い者もいれば、自分の周りに自分を守るためのごく小さい守る領域を展開出来る程度の者まで様々である。
領域支配能力の強い者は、領域の効果を拡大して周囲と隔絶された隔離空間を生み出すことも出来、その多くは取り込まれた相手は自力での脱出を困難とする。
感知能力（かんちのうりょく）
“虫”や“始まりの三匹”の存在を感知し、接近を察知したり相手の位置を特定する能力。この能力を持つ者は稀にしか存在しない。
感知能力者の中でも感知能力の範囲や強さは様々で、中には非常に広範囲を感知出来る者もいる。
一口に感知能力と言っても、虫憑きによって感知方法は異なる。特殊型は、自らの“虫”の媒体を通して他者の“虫”を感じ取る。分離型や同化型は、自らの“虫”が他者の“虫”に反応するという傾向がある。基本的には、対象が“虫”を実体化させたり能力を行使した場合のみ感知可能で、“虫”の能力を全く使っていない場合には感知能力といえども捉える事が出来ない。
逃亡や潜伏を行う者の追跡、敵の追跡から逃れるのに有効な能力。戦闘中でも、擬態能力や精神汚染などの姿を隠す能力を看破したり、高速で動く相手を補足する用途で使うことができ、能力としての汎用性が高い。
味方に感知能力者が居るだけで、虫憑きを捜索したり、敵の先を取ることに関して大きなアドバンテージを得ることが出来るため、特環を始めとして各勢力にとって重要な存在。希少なため、特環では失うことを恐れて前線に出さない場合もある。
号指定（ごうしてい）
虫憑きを“虫”の能力の種類や強さによって区別する制度。純粋に戦闘能力に秀でた虫憑きを火種、極めて特殊な能力を持つ虫憑きを異種、その他の理由で重要性や秘匿性を持つ虫憑きを秘種と認定し、その危険度に応じて一号から十号までランク付けしている。特環でも表向きには火種で号指定されている局員は十数人しかいないとされる。さらに最強とされる一号指定の虫憑きは虫憑き全体でも5人しか確認されていない。一号指定の虫憑きには強さのみならず、特別な“一号指定の資質”が必要とされており、それがなければ一号指定とされることはない。
一号指定の資質とは“不死”の素養を持つこと。死してなおその意思が生き続ける“レイディー・バード”、さまざまな災厄に巻き込まれながら生き残り続ける“ハルキヨ”、宿主を変えて蘇る“モルフォチョウ”のように一号指定は形こそ違えど誰もが“不死”に近い。例外的に“かっこう”は実力だけで選ばれ、彼と戦い生き残った者が一号指定に選ばれるという試験紙のような立場にある。だが一号指定との戦いに駆り出されながら生き残り続けた“かっこう”もまた“不死”の素養を持っていると魅車は語っている。また同じく魅車によると、一号指定の中でも“ふゆほたる”の“不死”の意味は特殊で、自分の“不死”というだけでなく「自分以外の他者の死」による不死性を持つと語られている。
円卓会（えんたくかい）
企業連合の中でも入会条件の難しい、会員制の倶楽部。歴史は古く20年近く続いている。栄枯盛衰の経済界で、一定以上の評価と品格を認められた経営者や、由緒正しい家柄の当主だけで構成されている。立花家、一之黒家、高鍬家、赤瀬川家等がメンバー。
”始原の虫憑き”である”α”を秘匿している。
ムシウタ00.
始まりの物語。詩歌が夢を抱いて“かっこう”に欠落者にされるまでが描かれており、“かっこう”や詩歌の強さを垣間見ることができる。更に書き下ろしとして、利菜が虫憑きとなった物語もあり、時間軸としては1巻でのお互いの過去を回想という形を取っている。
ムシウタbug（バグ）
『ムシウタ』の短編。本編の数年前の物語が一之黒亜梨子の視点で描かれており、ムシウタ00.と本編をつなげている。

## 虫憑き

### 虫憑きの種類
| 名称   | 説明 |
| ------ | --- |
| 分離型 | - “大喰い”ことエルビオレーネによって生み出される。 - 常に虫憑きと虫が離れている。実体があり、虫本体が攻撃する種類が多く、中には複数の虫を操る者や虫自体を得物として装備する珍しいタイプの者もいる。 - 憑かれた虫憑きは、感情的でお人好しな性格の人間が多い。 - 虫憑きの中では最も数が多い。それゆえ能力の強さにもバラつきが大きい。 |
| 特殊型 | - “浸父”ことディオレストイによって生み出される。 - 実体がなく、基本的には媒体そのものが虫の体を構成し、それを操る。自然・精神系の力を操るものが多い。一定の領域内で凄まじい力を発揮することができる。比較的数が少ない希少な虫憑き。 - 特に力の強いものは領域を拡大化することで隔離空間を生み出すことができる。 - 憑かれた虫憑きは、歪んだ性格の人間や精神の偏った人間が多い。 - 前述の通り虫に実体がないため、物理的な攻撃手段しか持たないものは特殊型の虫憑きを欠落者にすることができないという特徴を持つ。 |
| 同化型 | - “三匹目”ことアリア・ヴァレィによって生み出される。 - 道具や虫憑き自身と同化して力を発揮する。同化した虫憑きは身体能力が飛躍的に上昇し、道具には何らかの能力が追加されたり、強化される。 - 憑かれた虫憑きは、裏表が激しく本心を見せない、自分の守るべきもの以外には容赦がない性格の人間が多い。 - 発見例が極めて少なく、登場人物中でも五人しか確認されていない最も希少な虫憑き。そのためか、同化型はほぼ全てが非常に強力な虫憑きであり、他二種類とは別格扱いされることが多い。また、同化型の虫憑きになる瞬間にその人間の身体は虫と肉体が適合しやすいものに作り替えられる。そのため、肉体に損傷を受けていた者の傷は治り、病に冒されていた者はなんらかのエラーが生じる可能性がある。 - 同化型の虫憑きは能力的にも性格的にも従えることが困難であるため危険視されており、“始まりの三匹”を半ば以上黙認している中央本部も、アリア・ヴァレィだけは執拗に行方を探し殲滅しようとしている。 |

### 号指定
号指定は特別環境保全事務局が定める虫憑きの危険度を表す数字で、十号から一号までの10段階の号指定の虫憑きと無指定の虫憑きで構成される。
- 無指定、または号指定が不明ながらも相応の実力があるものはそれに見合う号に細字で含めてある。
- 階級が変化したものは最高時の号に含める。

| 号     | 人物 |
| ------ | --- |
| 一号   | かっこう(薬屋大助)、ふゆほたる/スノウ・フライ(杏本詩歌)、レイディー・バード(立花利菜) 大閻魔/ハルキヨ(世果埜春祈代)、槍使い/槍型(一之黒亜梨子)、ハンター(花城摩理)、C(堀内愛理衣) |
| 二号   | 月姫(緒方有夏月)、火巫女(土師千莉)、霞王(御嶽・アンネリーゼ)、照(門閒真琴)、 あさぎ(獅子堂戌子)、塩原鯱人                                                                         |
| 三号   | ねね(夜森寧子)、なみえ(高鍬みのり)、かなた、あかおに、アイジスパ(城谷怜司)、 トラマル、疫神、四ツ葉、玉藻(伊砂姫子)、さくら(吉原宗近)                                             |
| 四号   | コノハ、ころろ(狗狸坂香魚遊) |
| 五号   | 兜(大蔵倭)、みんみん(堀崎梓)、アキ、圓藤緒里 |
| 六号   | おりおん、八角、帽子屋 |
| 七号   | |
| 八号   | |
| 九号   | センティピード(日々野一房) |
| 十号   | おぅる(菰之村茶深) |
| 無指定 | からす(白樫初季) |

※ ムシウタbugに登場する虫憑きも含む。

## 既刊一覧

### 小説

#### 本編
- 岩井恭平（著）・るろお（イラスト） 『ムシウタ』 角川書店→KADOKAWA〈角川スニーカー文庫〉、全15巻
  1. 「夢みる蛍」2003年5月1日初版発行（4月25日発売[51]）、ISBN 4-04-428802-X
  2. 「夢叫ぶ火蛾」2003年11月1日初版発行（10月31日発売[52]）、ISBN 4-04-428804-6
  3. 「夢はばたく翼」2004年5月1日初版発行（4月28日発売[53]）、ISBN 4-04-428805-4
  4. 「夢燃える楽園」2004年10月1日初版発行（9月30日発売[54]）、ISBN 4-04-428807-0
  5. 「夢さまよう蛹」2005年7月1日初版発行（6月30日発売[55]）、ISBN 4-04-428810-0
  6. 「夢導く旅人」2005年12月28日初版発行（同日発売[56]）、ISBN 4-04-428812-7
  7. 「夢遊ぶ魔王」2006年6月1日初版発行（5月31日発売[57]）、ISBN 4-04-428813-5
  8. 「夢時めく刻印」2007年3月1日初版発行（2月28日発売[58]）、ISBN 978-4-04-428815-0
  9. 「夢贖う魔法使い」2007年7月1日初版発行（6月30日発売[59]）、ISBN 978-4-04-428817-4
  10. 「夢偽る聖者」2010年5月1日初版発行（4月28日発売[60]）、ISBN 978-4-04-428823-5
  11. 「夢滅ぼす予言」2011年3月1日初版発行（2月26日発売[61]）、ISBN 978-4-04-428824-2
  12. 「夢醒める迷宮（上）」2012年7月1日初版発行（6月30日発売[62]）、ISBN 978-4-04-100353-4
  13. 「夢醒める迷宮（下）」2012年10月1日初版発行（9月29日発売[63]）、ISBN 978-4-04-100493-7
  14. 「夢謳う虫たち（上）」2014年2月1日初版発行（同日発売[64]）、ISBN 978-4-04-101196-6
  15. 「夢謳う虫たち（下）」2014年5月1日初版発行（同日発売[65]）、ISBN 978-4-04-101443-1

#### 短編
- 岩井恭平（著）・るろお（イラスト） 『ムシウタbug』 角川書店〈角川スニーカー文庫〉、全8巻

#### その他（中編）
- 岩井恭平（著）・るろお（イラスト） 『ムシウタ 00.夢の始まり』 角川書店〈角川スニーカー文庫〉、2007年9月1日初版発行（8月31日発売[66]）、ISBN 978-4-04-428818-1

### 漫画
- 岩井恭平（原作）・水清十朗（作画） 『ムシウタ』 角川書店〈角川コミックス・エース〉、全2巻
  1. 「夢みる蛍」2007年7月24日発売[67]、ISBN 978-4-04-713948-0
  2. 「夢の始まり」2007年12月20日発売[68]、ISBN 978-4-04-713999-2

## アニメ
2007年2月にアニメ化企画進行中であることが発表され、テレビアニメが同年7月から10月までWOWOWノンスクランブル枠にて放送された。

### スタッフ
- 原作 - 岩井恭平（角川スニーカー文庫刊）[7]
- キャラクター原案 - るろお[7]
- 監督 - 酒井和男[7]
- シリーズ構成 - 吉田玲子[7]
- キャラクターデザイン - 神本兼利[7]
- ビジュアルデザイン - 岩永悦宜[70]
- 美術監督 - 東厚治[7]
- 撮影監督 - 関谷能弘[7]
- 色彩設計 - 但野佑希[7]
- 編集 - 田熊純[7]
- 音楽 - 藤田淳平[7]
- 音楽プロデューサー - 紺野さやか[70]
- 音響監督 - 菊田浩巳[7]
- プロデューサー - 千葉誠[70]、鈴木智子[70]、平光良介[70]、小湊義文[70]、山口善輝[70]、川﨑とも子[70]
- 制作プロデューサー - 小澤一由
- アニメーション制作 - BEAT FROG[7]
- 制作 - ZEXCS
- 製作 - ムシウタ製作委員会[7]

### 主題歌
オープニングテーマ「ムシウタ」
作詞 - Bee' / 作曲・編曲 - 黒須克彦 / 歌 - 赤月
エンディングテーマ「サヨナラ」
作詞・作曲・歌 - 佐藤ひろ美 / 編曲 - 鈴木マサキ

### 各話リスト
| 話数 | サブタイトル | 脚本       | 絵コンテ                  | 演出              | 作画監督                                | 総作画監督 | 次回予告ナレーター |
| ---- | ------------ | ---------- | ------------------------- | ----------------- | --------------------------------------- | ---------- | ------------------ |
| 1    | 夢ノ始マリ   | 吉田玲子   | 酒井和男                  | 酒井和男          | 茂木信二郎                              | 神本兼利   | 浅沼晋太郎         |
| 2    | 夢ノ絆       | 吉田玲子   | 須藤隆                    | 徳本善信          | 烏宏明                                  | 新田靖成   | 高木礼子           |
| 3    | 夢ノ虜タチ   | 國澤真理子 | 酒井和男                  | 小林哲也          | 中本尚子、さのえり                      | 新田靖成   | 羽多野渉           |
| 4    | 砕ケ散ル夢   | 金﨑貴臣   | 金﨑貴臣                  | えんどうてつや    | 嘉手苅睦、神本兼利 新田靖成、空流辺広子 | -          | 田村ゆかり         |
| 5    | 巡リ会ウ夢   | 吉田玲子   | 川崎逸朗                  | 高島大輔          | 服部憲知                                | 新田靖成   | 井上麻里奈         |
| 6    | 狙ワレタ夢   | 國澤真理子 | 阿蒜晃士                  | 浅利藤彰          | 空流辺広子                              | 柴又十哉   | 野中藍             |
| 7    | 夢ノ迷路     | 吉田玲子   | 下田正美                  | 新田義方          | 雨宮英雄                                | 柴又十哉   | 志村由美           |
| 8    | 見果テヌ夢   | 國澤真理子 | 酒井和男                  | えんどうてつや    | 神本兼利、空流辺広子                    | -          | 平川大輔           |
| 9    | 夢ノ欠片     | 吉田玲子   | まついひとゆき            | 小林哲也          | 中本尚、さのえり                        | 新田靖成   | 生天目仁美         |
| 10   | スレ違ウ夢   | 國澤真理子 | まついひとゆき            | 熨斗谷充孝        | 梁光鍋、秋田学                          | 柴又十哉   | 斎賀みつき         |
| 11   | 終ワラナイ夢 | 金崎貴臣   | 細越裕治 ワタナベシンイチ | 徳本善信 浅利藤彰 | 空流辺広子                              | -          | 花澤香菜           |
| 12   | 夢ミル蛍     | 吉田玲子   | 酒井和男                  | 酒井和男          | 神本兼利 岩永悦宜（ムシ作監）           | -          | -                  |

※スタッフリストはTV放送時のエンドロールに記載されていたものに準じている。
※一部スタッフがTV版、公式サイト、公式サイト（WOWOW）でそれぞれ違った人物名が記載されていることがある。
※次回予告の内容は声優本人の将来の夢や身の回りの出来事などを話すというもので、本編及び次回とは一切関係ない。

### 放送局
| 放送地域 | 放送局 | 放送期間               | 放送日時           |
| -------- | ------ | ---------------------- | ------------------ |
| 衛星放送 | WOWOW  | 2007年7月5日 - 10月4日 | 木曜 24:00 - 24:30 |